# Fürth

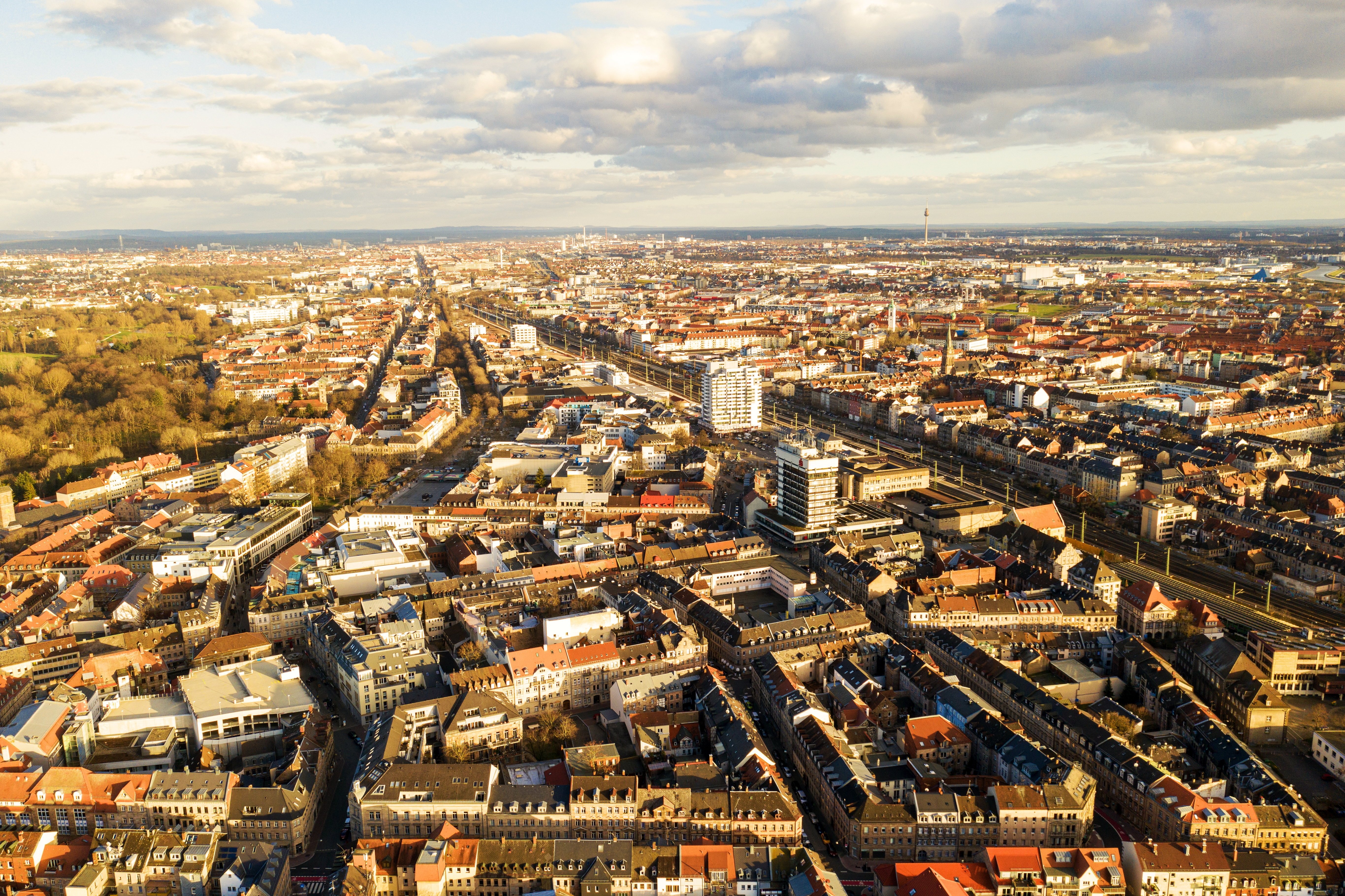
Innenstadt (vorne) und Südstadt (rechts) sowie Nürnberg (im Hintergrund)

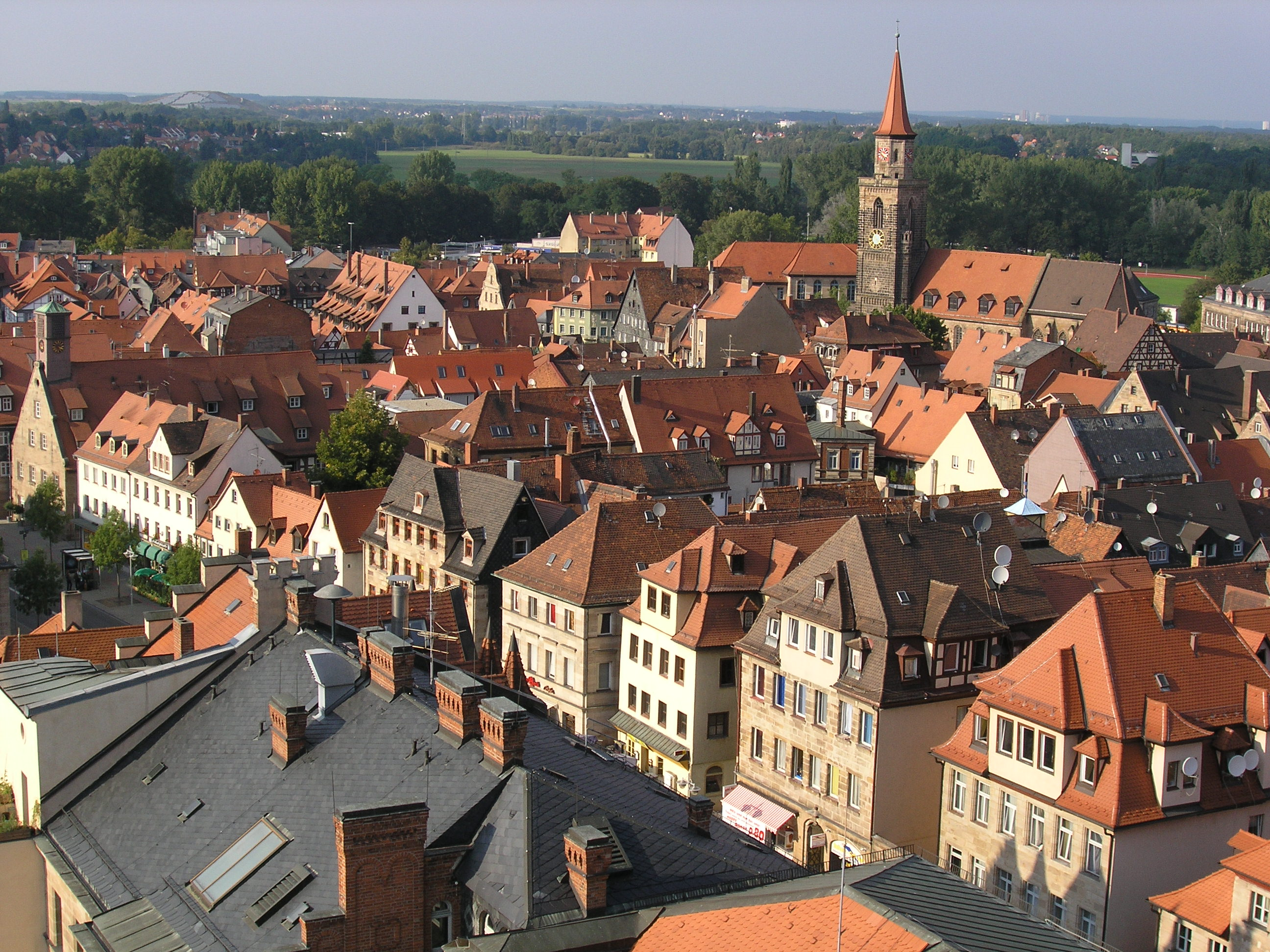
Historische Altstadt vom Rathausturm aus gesehen, rechts die Michaeliskirche

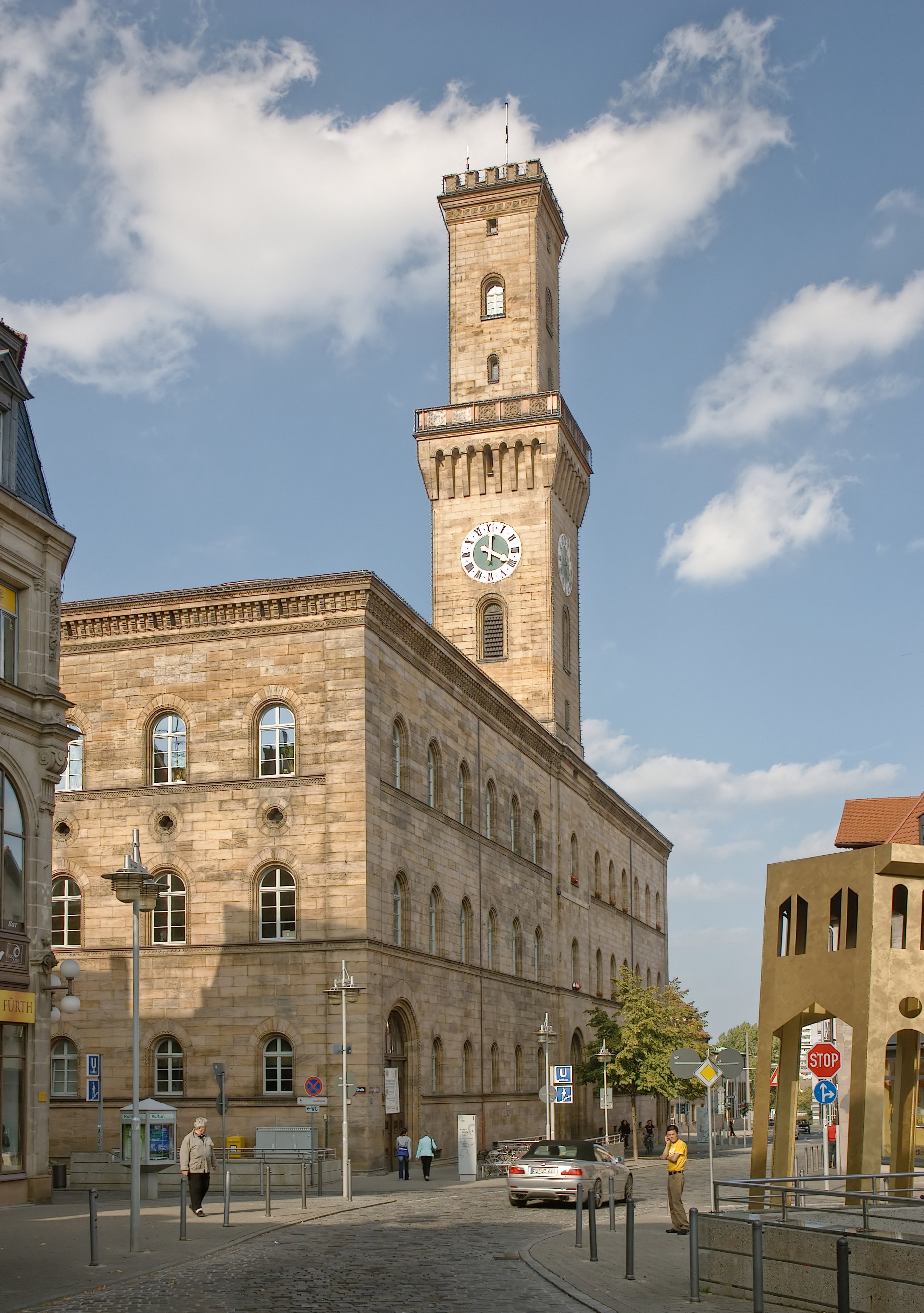
Das Fürther Rathaus gilt als Wahrzeichen der Stadt

Fürth (hochdeutsch [fʏʁt] ⓘ, fränkisch: Färddⓘ, jiddisch פיורדא Fiurda) ist eine kreisfreie Großstadt im bayerischen Regierungsbezirk Mittelfranken. Sie bildet mit Nürnberg und Erlangen das Kerngebiet des Ballungsraums Nürnberg, zu dem auch Schwabach zählt. Zusammen mit dem Umland handelt es sich um einen Teil der Metropolregion Nürnberg, eine von drei Metropolregionen in Bayern. Mit 132.036 Einwohnern (Stand: 31. Dezember 2024) ist die Großstadt nach Nürnberg und Würzburg die drittgrößte Stadt Frankens und die siebtgrößte Stadt in Bayern.

## Geographie

### Lage und Fläche
Der historische Stadtkern befindet sich östlich und südlich der Flüsse Rednitz und Pegnitz, die nordwestlich der Altstadt zur Regnitz zusammenfließen. Westlich der Stadt, jenseits von Südwesttangente und Main-Donau-Kanal, steigt der Fürther Stadtwald an. Östlich der Stadt liegt in etwa gleicher Höhe die direkt anschließende Stadt Nürnberg. Nördlich dehnt sich das fruchtbare, teilweise zum Stadtgebiet gehörende Knoblauchsland aus. Südlich der Stadt liegt ein Mischgebiet aus breiten Autostraßen, Kanal und Flussauen.
Der höchste Geländepunkt ist der Steinbruch in Burgfarrnbach mit 392,3 m ü. NHN, der niedrigste liegt im Regnitztal an der Stadtgrenze zu Erlangen auf 278 m ü. NHN, das Rathaus im Stadtzentrum liegt auf 294,9 m ü. NHN.
Die Fläche des Stadtgebietes beträgt 63,36 km², die Länge der Stadtgrenze 50,05 Kilometer. Der Abstand zwischen dem östlichsten und dem westlichsten Punkt des Fürther Stadtgebietes beträgt 9,835 Kilometer, zwischen dem nördlichsten und dem südlichsten Punkt 11,704 Kilometer.

### Nachbargemeinden
Folgende Städte und Gemeinden grenzen an die Stadt Fürth, sie werden nach dem Uhrzeigersinn beginnend im Norden genannt:
Erlangen und Nürnberg (beide kreisfrei), Oberasbach, Zirndorf, Cadolzburg, Seukendorf, Veitsbronn und Obermichelbach (alle Landkreis Fürth).

### Stadtgliederung
Die Gemeinde hat 21 Gemeindeteile (in Klammern ist der Siedlungstyp angegeben):
- Atzenhof (Dorf)
- Bislohe (Dorf)
- Braunsbach (Dorf)
- Burgfarrnbach (Stadtteil)
- Dambach (Stadtteil)
- Flexdorf (Dorf)
- Fürth (Hauptort)
- Herboldshof (Dorf)
- Kronach (Dorf)
- Mannhof (Pfarrdorf)
- Oberfürberg (Dorf)
- Poppenreuth (Pfarrdorf)
- Ritzmannshof (Dorf)
- Ronhof (Dorf)
- Sack (Kirchdorf)
- Stadeln (Stadtteil)
- Steinach (Dorf)
- Unterfarrnbach (Dorf)
- Unterfürberg (Dorf)
- Vach (Stadtteil)
- Weikershof (Dorf)

Es gibt auf dem Gemeindegebiet zehn Gemarkungen: Burgfarrnbach, Dambach, Fürth, Fürther Stadtwald, Poppenreuth, Ronhof, Sack, Stadeln, Unterfarrnbach und Vach. Die Gemarkung Fürth hat eine Fläche von 12,867 km². Sie ist in 10472 Flurstücke aufgeteilt, die eine durchschnittliche Flurstücksfläche von 1228,68 m² haben. In ihr liegt neben dem namensgebenden Ort der Gemeindeteil Weikershof.

## Geschichte

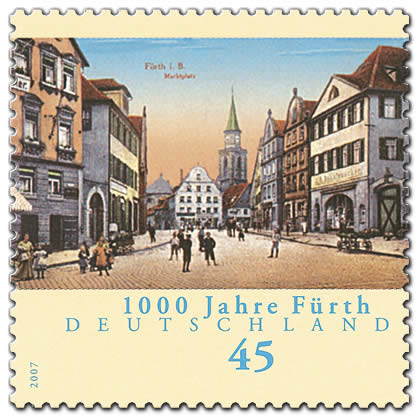
Briefmarke 1000 Jahre Fürth

### Von den Anfängen bis zum 19. Jahrhundert

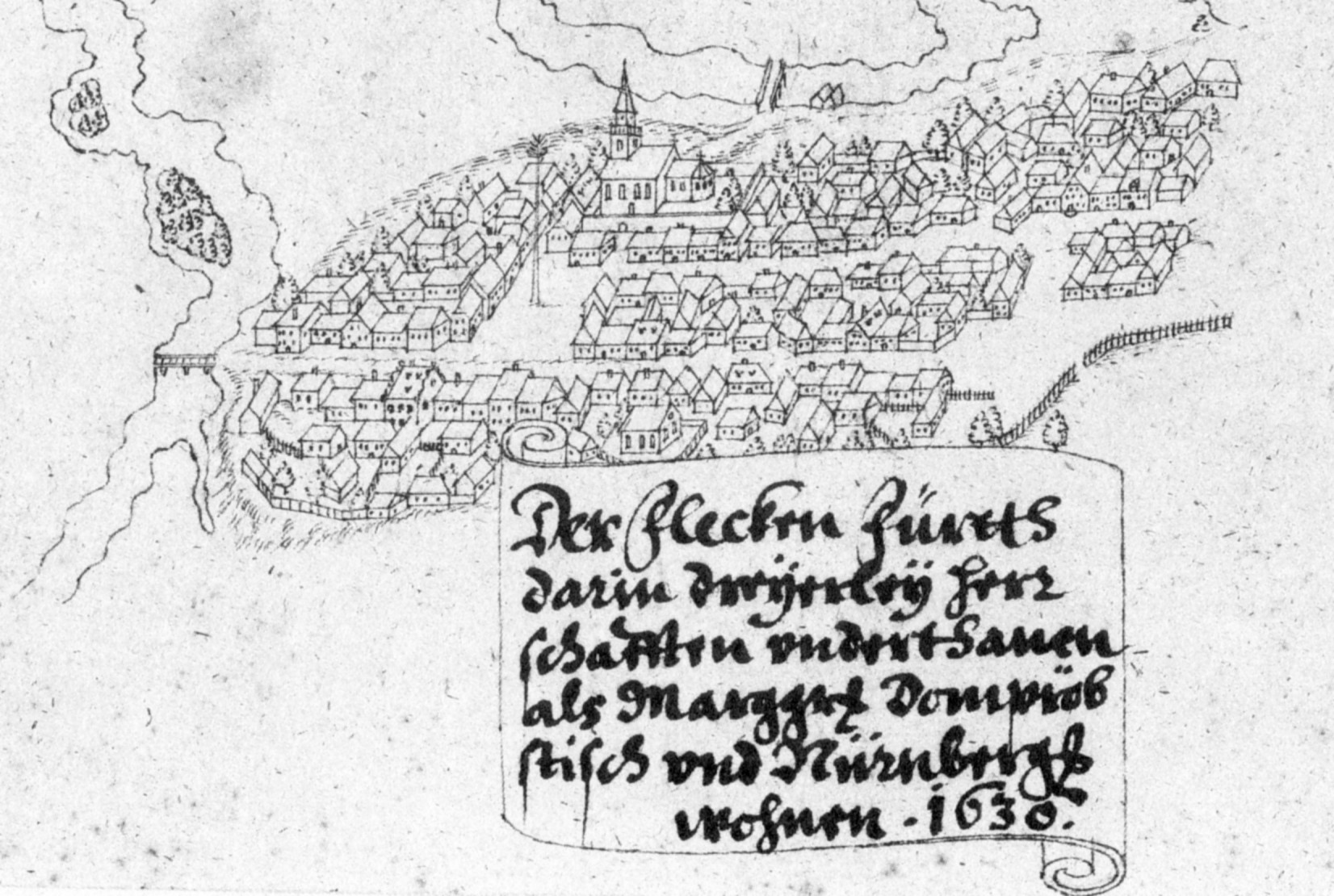
Fürth im Jahre 1630, kurz vor der Zerstörung im Dreißigjährigen Krieg

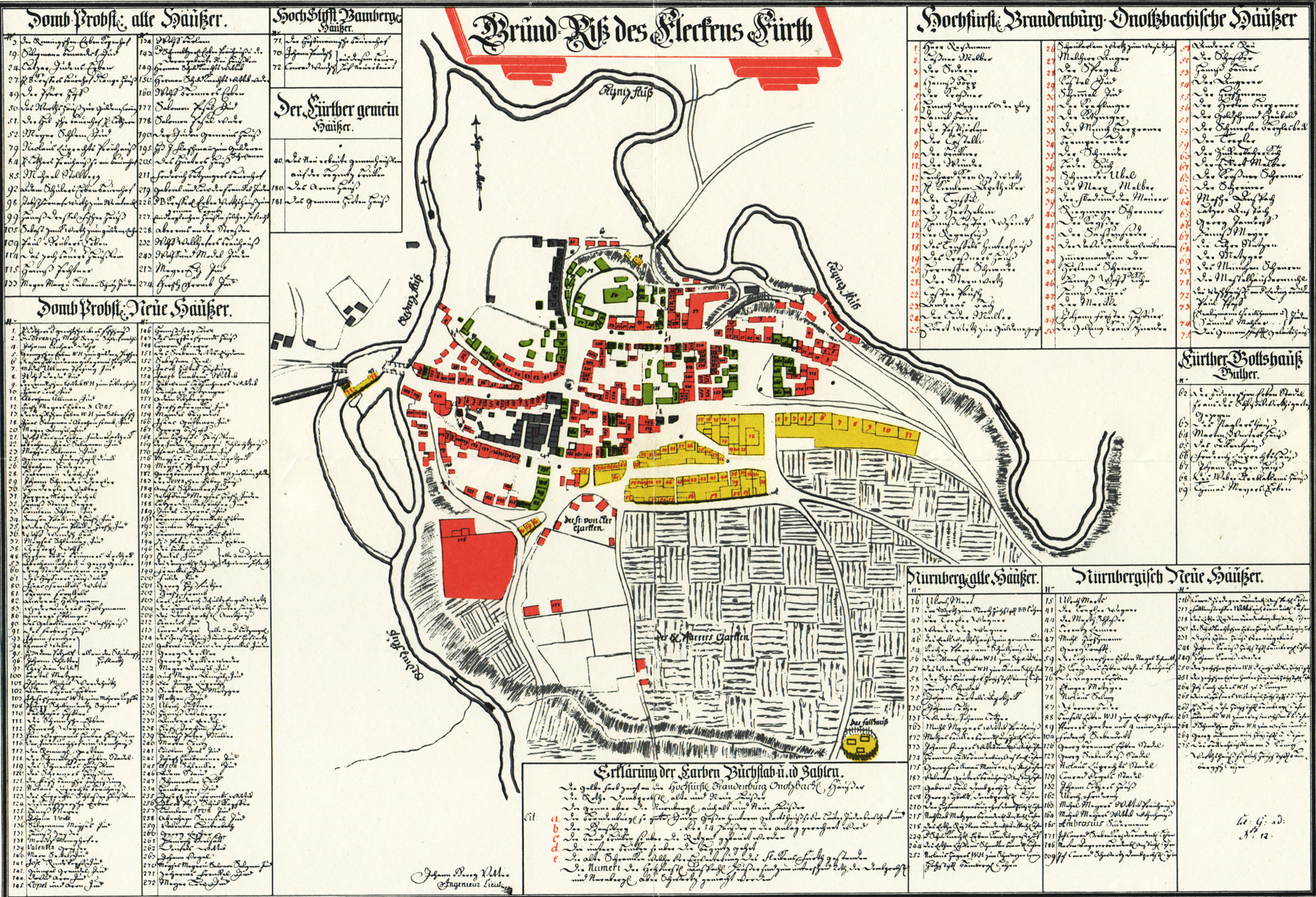
Dreiherrschaft: Aufteilung im Jahre 1717. Grün: Nürnberger Anwesen. Gelb: Ansbach. Rot: Dompropst Bamberg.

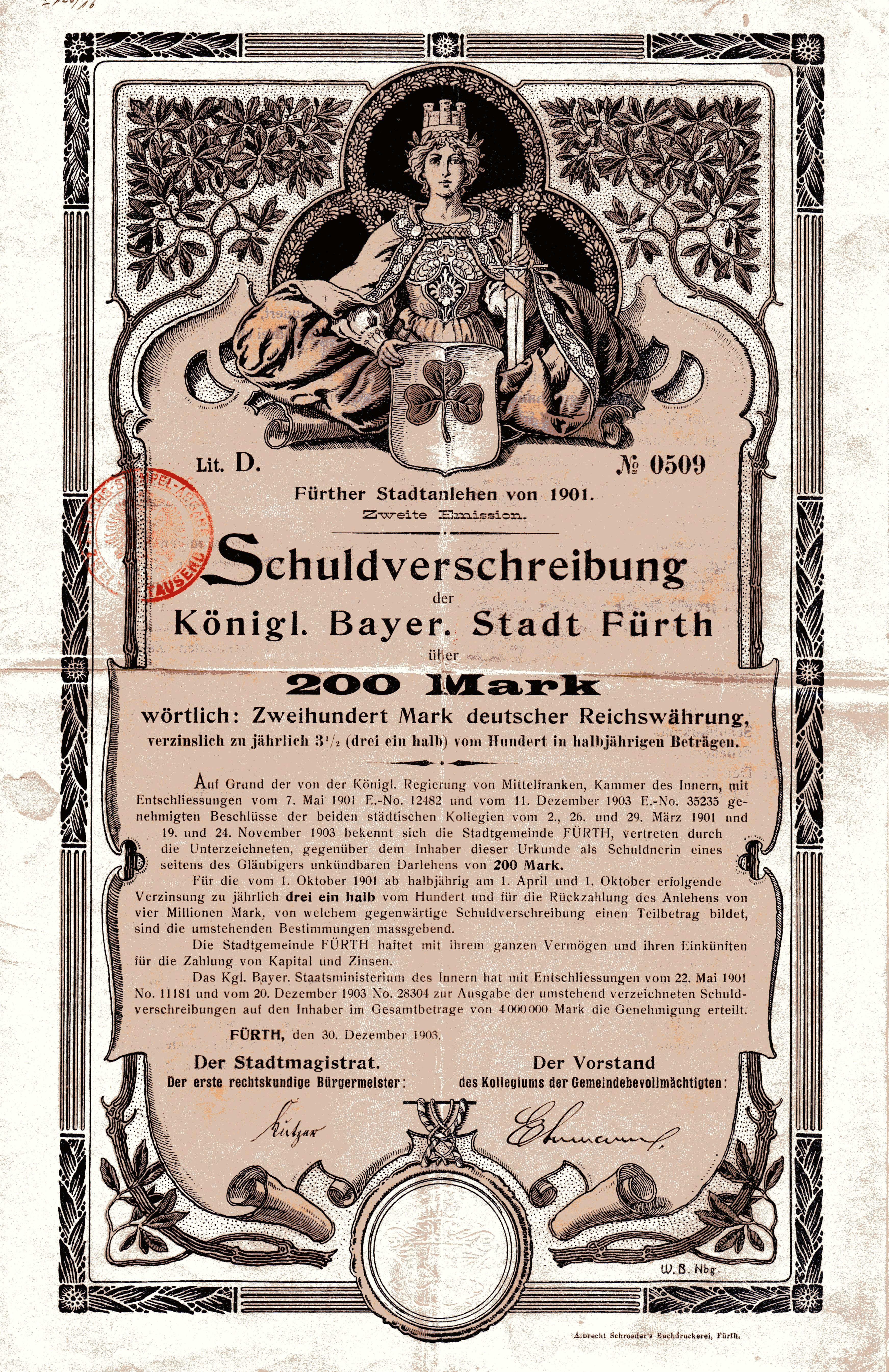
Schuldverschreibung über 200 Mark der Stadt Fürth vom 30. Dezember 1903

Erstmals genannt ist die Ansiedlung Fürth in einer ottonischen Urkunde am 1. November 1007, mit der König (später Kaiser) Heinrich II den Ort dem neu gegründeten Domkapitel Bamberg vermachte. Das in den folgenden Jahren zugesprochene Marktrecht ging bereits unter Heinrich III. an das benachbarte Nürnberg verloren. Auch wenn ab 1062 in Fürth wieder Markt abgehalten werden durfte, so war in dieser Zeit Nürnberg bereits von größerer Bedeutung.
Seit 1440 sind erste Ansiedelungen von Juden in Fürth überliefert, die in den folgenden Jahrhunderten auch einen eigenen Friedhof und eine Synagoge begründeten. Die Markgrafen von Ansbach, die Dompropstei in Bamberg und die Reichsstadt Nürnberg übten ab dem 15. Jahrhundert die Herrschaft bis 1792 aus, wobei es oft Streitigkeiten gab („Dreiherrschaft“).
Durch das nahe Nürnberg blieb Fürth lange Zeit ein bäuerlich geprägtes Gemeinwesen, das um 1600 wohl erst zwischen 1000 und 2000 Einwohner hatte. Im Dreißigjährigen Krieg litt der Ort sehr, am schlimmsten im Jahre 1632 durch die Schlacht an der Alten Veste und im Jahre 1634, als Fürth bis auf wenige Häuser niedergebrannt wurde.
Bis 1792 lag die Herrschaft über die Stadt zu unterschiedlichen Teilen und in wechselnden Ausgestaltungen bei dem Bamberger Domstift, dem Fürstentum Ansbach und der Reichsstadt Nürnberg (siehe dazu Karte von 1717 rechts). Durch die Abdankung des letzten Markgrafen von Brandenburg-Ansbach-Bayreuth, Christian Friedrich Carl Alexander, endete 1792 die bisherige „Dreiherrschaft“, Fürth wurde preußisch. 1806 ging Fürth an Bayern und wurde Stadt.
Im 18. Jahrhundert entstand der städtische Charakter, der in der heutigen Altstadt in wesentlichen Grundzügen noch ersichtlich und teilweise erhalten ist. Siehe Karte des bayerischen Urkatasters von 1808. 1835 fuhr mit dem Adler die erste deutsche Eisenbahn zwischen Nürnberg und Fürth (Ludwigseisenbahn). Bedeutend war der Einfluss der Industrialisierung, als 1843 der Ludwig-Donau-Main-Kanal die Stadt erreichte. 1864/65 bestanden mit der Ludwigs-Süd-Nord-Bahn und der Ludwigs-West-Bahn die ersten Fürther Bahnfernverbindungen.

### 20. Jahrhundert
Ab 1914 entstand zuerst der Flugplatz Fürth-Atzenhof, 1919 kam der Werksflughafen der Bachmann & Blumenthal-Werke an der Hardhöhe hinzu. Eine Eingemeindung Fürths zu Nürnberg wurde mehrheitlich vom Fürther Stadtrat und den Gewerkschaften befürwortet, letztendlich am 22. Januar 1922 in einer Volksabstimmung von knapp 65 % der Bevölkerung abgelehnt.
Im Zweiten Weltkrieg blieben trotz der Luftangriffe auf Fürth 90 % der historischen Bausubstanz erhalten. In der Nachkriegszeit wurden insbesondere die erhaltenen Kasernen und der Flugplatz in Atzenhof von amerikanischen Streitkräften jahrzehntelang weiter genutzt. Eine Vielzahl der erhaltenen Gebäude steht heute unter Denkmalschutz.
Bundesweiten Leuchtturmcharakter erlangte Fürth in den 1950er-Jahren, der Zeit des Wirtschaftswunders, durch das Großversandhaus Quelle AG und die Grundig AG, die, trotz mitarbeiter- und umsatzstärkerer Zweigbetriebe in Nürnberg und anderswo, stets rechtlich in Fürth ansässig blieben. Noch im Jahr 1980 war die Wirtschaftsleistung pro Kopf in Fürth höher als in allen anderen Städten und Landkreisen Bayerns.

### Eingemeindungen
Folgende Gemeinden bzw. Gemarkungen wurden nach Fürth eingemeindet:
- 1. Januar 1899: der westliche Teil der Gemeinde Höfen mit dem Gemeindeteil Weikershof (liegt im Süden an der Schwabacher Straße)
- 1. Januar 1900: die Gemeinde Poppenreuth (liegt östlich des historischen Kerns, auf der anderen Seite der Pegnitz)
- 1. Januar 1901: die Gemeinde Dambach (liegt westlich der heutigen Südstadt) sowie Unterfürberg, Oberfürberg
- 1904: Fürther Stadtwald, vorher unbewohnter gemeindefreier Forstbezirk[13]
- 1. Januar 1918: Atzenhof (liegt im Nordwesten, am rechten Ufer der Zenn zwischen Unterfarrnbach und Vach)
- 1. Januar 1918: die Gemeinde Unterfarrnbach (liegt im Westen, am Ufer des Farrnbach)
- 3. Dezember 1923: die Gemeinde Burgfarrnbach (nordwestlich, jenseits des Kanals, nicht mit Fürth zusammengewachsen)
- 1. Juli 1927: die Gemeinde Ronhof

Im Rahmen der bayerischen Gemeindegebietsreform:
- 1. Juli 1972: die Gemeinde Sack mit Bislohe, das nördlich im Knoblauchsland liegt
- 1. Juli 1972: die Gemeinde Stadeln (liegt nördlich von Fürth, östlich des Flusses Regnitz und westlich des Frankenschnellwegs)
- 1. Juli 1972: die Gemeinde Vach (liegt nördlich von Fürth, westlich des Flusses Regnitz und des Baches Zenn, am westlichen Ortsrand führt der Main-Donau-Kanal entlang)
- 1. Juli 1972: aus der Gemeinde Boxdorf die Gemeindeteile Herboldshof und Steinach

### Ortsname
Der Name „Fürth“ leitet sich von der ostfränkischen Aussprache von „Furth“ ab, da erste Siedlungen an einer Furt durch die Rednitz entstanden.
Die Stadt wurde früher abfällig, so vom österreichischen Satiriker Moritz Gottlieb Saphir  „Bayrisches Jerusalem“, seit den 1880er Jahren dann aufgrund der von Juden gefühlten Toleranz und Freiheit positiv konnotiert als „Fränkisches Jerusalem“ bezeichnet. Verbreitet ist die auf das Stadtwappen Bezug nehmende Bezeichnung „Kleeblattstadt“.

### Einwohnerentwicklung

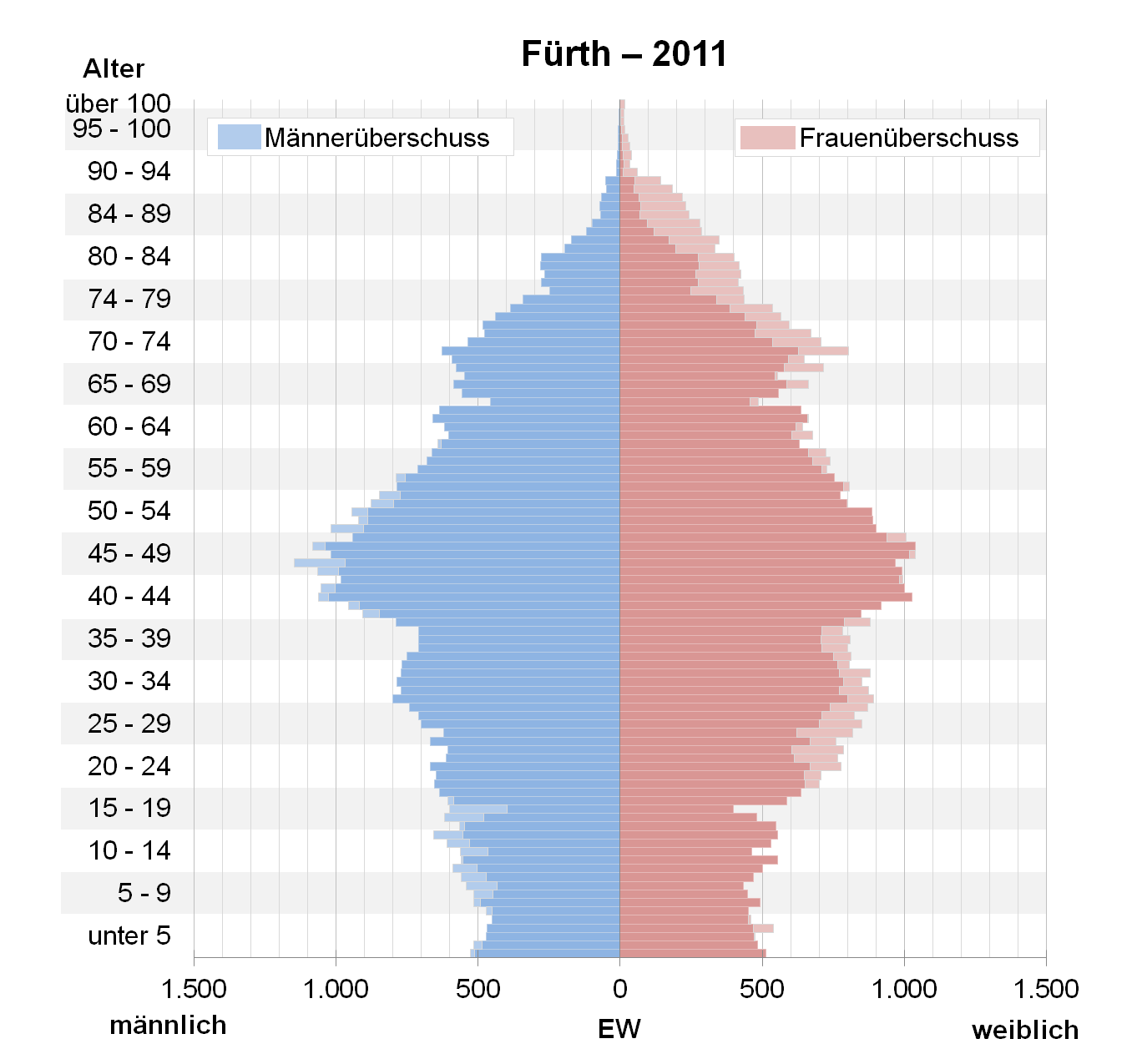
Bevölkerungspyramide für Fürth (Datenquelle: Zensus 2011.)

Die Einwohnerzahl von Fürth wuchs im Mittelalter und am Anfang der Neuzeit wegen der zahlreichen Kriege, Seuchen und Hungersnöte nur langsam. Im Dreißigjährigen Krieg verlor die Stadt etwa die Hälfte ihrer Bewohner. Als kroatische Soldaten 1634 Fürth anzündeten, brannte der Ort mehrere Tage lang und wurde dabei fast vollständig zerstört. Am Ende des Krieges lebten in der Stadt nur noch 800 Menschen. 1685 siedelten sich Hugenotten und reformierte Christen aus Frankreich in Fürth an. 1700 war der Wiederaufbau abgeschlossen, und die Bevölkerungszahl stieg auf rund 6000.
Mit Beginn der Industrialisierung im 19. Jahrhundert begann ein starkes Bevölkerungswachstum. 1800 hatte Fürth 12.000 Einwohner, bis 1895 vervierfachte sich diese Zahl auf 47.000. Im Jahr 1950 überschritt die Einwohnerzahl der Stadt die Grenze von 100.000, wodurch sie zur Großstadt wurde. Laut Melderegisterauszug lebten Ende 2017 über 129.000 Menschen in der Stadt.
Die folgende Übersicht zeigt die Einwohnerzahlen nach dem jeweiligen Gebietsstand. Bis 1818 handelte es sich meist um Schätzungen, danach um Volkszählungsergebnisse (¹) oder amtliche Fortschreibungen der jeweiligen statistischen Ämter beziehungsweise der Stadtverwaltung selbst (Städtestatistik Fürth). Die Angaben beziehen sich ab 1843 auf die „Ortsanwesende Bevölkerung“, ab 1925 auf die Wohnbevölkerung und seit 1987 auf die „Bevölkerung am Ort der Hauptwohnung“. Vor 1843 wurde die Einwohnerzahl nach uneinheitlichen Erhebungsverfahren ermittelt.
| Jahr          | Einwohner |
| ------------- | --------- |
| 1604²         | 01.600    |
| 1648²         | 00.800    |
| 1700²         | 06.000    |
| 1795²         | 12.000    |
| 1809²         | 12.438    |
| 1818²         | 12.700    |
| 1. Juli 1830¹ | 13.900    |
| 1. Dez. 1840¹ | 15.100    |
| 3. Dez. 1852¹ | 16.700    |
| 3. Dez. 1855¹ | 17.341    |
| 3. Dez. 1858¹ | 18.241    |
| 3. Dez. 1861¹ | 19.100    |
| 3. Dez. 1864¹ | 21.100    |
| 3. Dez. 1867¹ | 22.500    |
| 1. Dez. 1871¹ | 24.580    |
| 1. Dez. 1875¹ | 27.360    |
| 1. Dez. 1880¹ | 31.063    |

| Jahr            | Einwohner |
| --------------- | --------- |
| 1. Dez. 1885¹   | 35.455    |
| 1. Dez. 1890¹   | 43.206    |
| 2. Dez. 1895¹   | 46.726    |
| 1. Dez. 1900¹   | 54.144    |
| 1. Dez. 1905¹   | 60.635    |
| 1. Dez. 1910¹   | 66.553    |
| 1. Dez. 1916¹   | 56.967    |
| 5. Dez. 1917¹   | 57.282    |
| 8. Okt. 1919¹   | 68.162    |
| 16. Juni 1925¹  | 73.693    |
| 16. Juni 1933¹  | 77.135    |
| 17. Mai 1939¹   | 82.315    |
| 31. Dez. 1945²  | 86.515    |
| 29. Okt. 1946¹  | 095.369   |
| 13. Sept. 1950¹ | 099.890   |
| 25. Sept. 1956¹ | 098.643   |
| 6. Juni 1961¹   | 098.332   |

| Jahr           | Einwohner |
| -------------- | --------- |
| 31. Dez. 1965² | 096.125   |
| 27. Mai 1970¹  | 094.774   |
| 31. Dez. 1975² | 101.639   |
| 31. Dez. 1980² | 099.088   |
| 31. Dez. 1985² | 097.331   |
| 25. Mai 1987¹  | 097.480   |
| 31. Dez. 1990² | 103.362   |
| 31. Dez. 1995² | 108.418   |
| 31. Dez. 2000² | 110.477   |
| 31. Dez. 2005² | 113.459   |
| 31. Dez. 2006² | 113.767   |
| 31. Dez. 2007² | 114.130   |
| 31. Dez. 2008² | 113.661   |
| 31. Dez. 2009² | 114.044   |
| 31. Dez. 2010² | 114.628   |
| 9. Mai 2011¹   | 115.613   |
| 31. Dez. 2011² | 116.317   |

| Jahr           | Einwohner |
| -------------- | --------- |
| 31. Dez. 2012² | 118.358   |
| 31. Dez. 2013² | 119.808   |
| 31. Dez. 2014² | 121.519   |
| 31. Dez. 2015² | 124.171   |
| 31. Dez. 2016² | 125.403   |
| 31. Dez. 2017² | 126.526   |
| 31. Dez. 2018² | 127.748   |
| 31. Dez. 2019² | 128.497   |
| 31. Dez. 2020² | 128.223   |
| 31. Dez. 2021² | 129.122   |
| 31. Dez. 2022² |           |

¹ Volkszählungsergebnis

## Religionen und Weltanschauungen

### Konfessionsstatistik
Gemäß dem Zensus 2011 waren 37,1 % der Einwohner evangelisch, 24,8 % römisch-katholisch und 38,1 % waren konfessionslos oder gehörten einer anderen Glaubensgemeinschaft an. Mit Stand April 2023 gehörten in Fürth 26,4 % der Einwohner der evangelischen Kirche an, 18,6 % der katholischen Kirche und 55,0 % waren konfessionslos oder gehörten einer anderen Glaubensgemeinschaft an. Am Stichtag 31. Dezember 2023 waren nach Recherchen der Forschungsgruppe Weltanschauungen in Deutschland 25,9 % der Einwohner der Stadt evangelisch, 18,1 % römisch-katholisch und 56 % waren konfessionsfrei oder gehörten einer sonstigen Religionsgemeinschaft an. Die Zahl der Protestanten und Katholiken ist demnach in diesem Zeitraum gesunken, während der Anteil der Konfessionslosen zunahm.

### Christentum

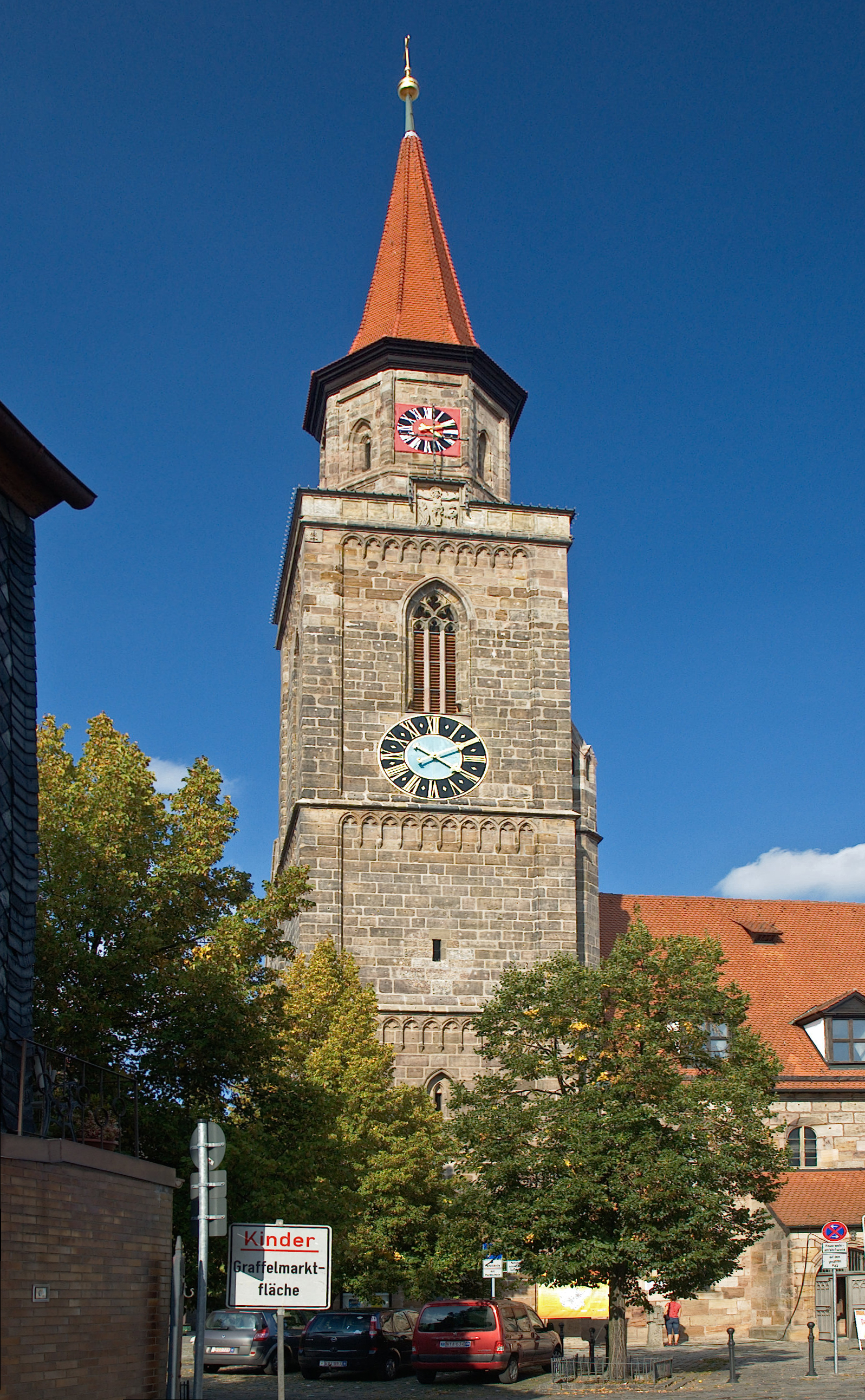
Westturm der Kirche St. Michael

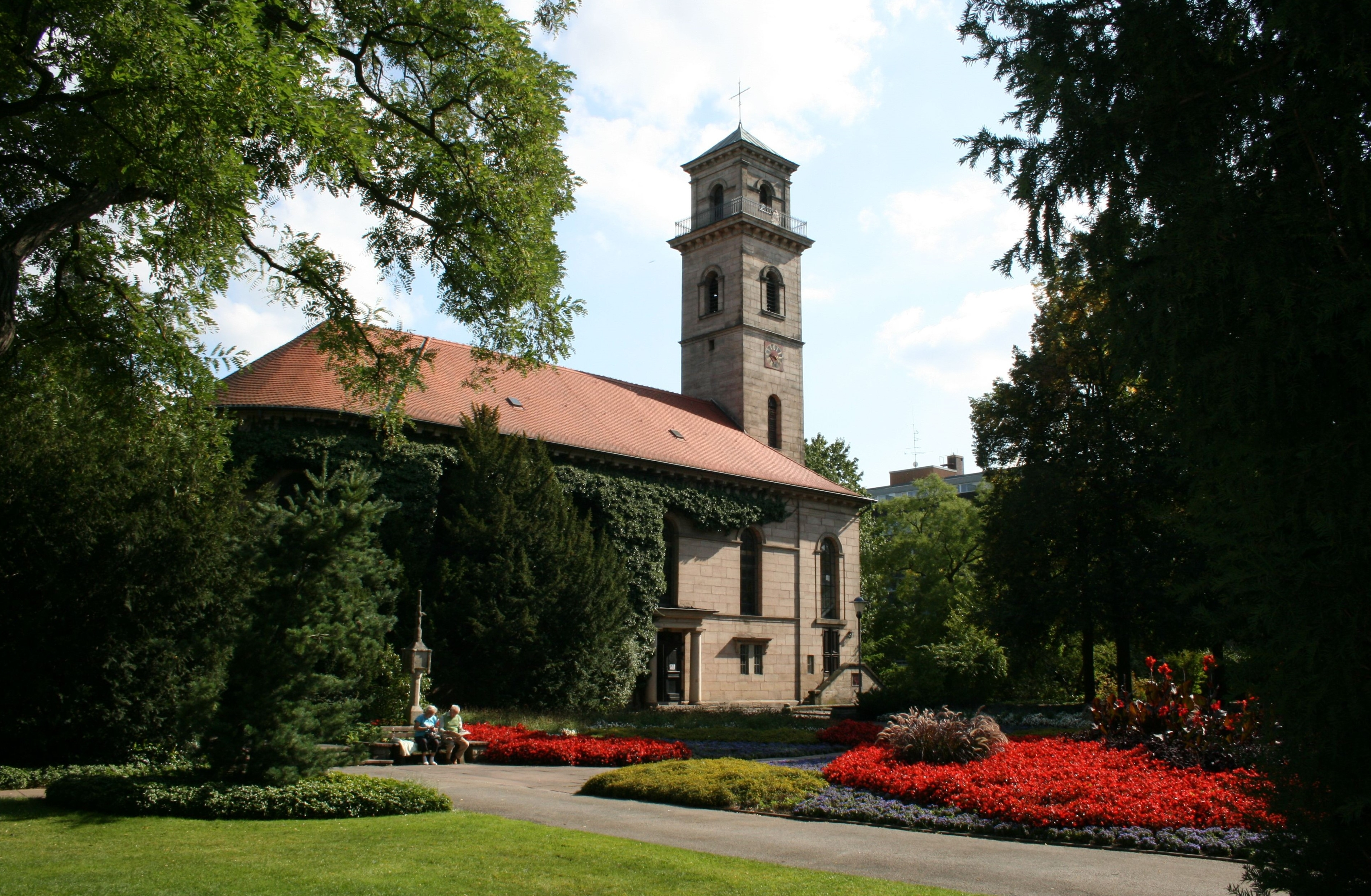
Auferstehungskirche

Fürth zählte anfangs zum Bistum Würzburg, ab 1007 zum Bistum Bamberg. 1524 wurde zusammen mit der Stadt Nürnberg die Reformation eingeführt, so dass Fürth über viele Jahre eine protestantische Stadt war. Die lutherischen Geistlichen der Stadt wurden von St. Lorenz in Nürnberg präsentiert. Da neben der Reichsstadt Nürnberg u. a. auch die Dompropstei Bamberg die Stadtherrschaft ausübte, gab es jedoch stets Katholiken – wenn auch zahlenmäßig nur sehr wenige – in der Stadt. So wurden z. B. der dompropsteiliche Amtmann und seine Bediensteten vom Deutschordenshaus Nürnberg betreut.
Nach 1792 wurden die protestantischen Gemeinden Fürths dem königlich-preußischen Konsistorium in Ansbach unterstellt, und nach dem Übergang der Stadt an Bayern wurden sie Teil der Protestantischen Kirche des Königreichs Bayern, die zunächst lutherische und reformierte Gemeinden umfasste. Die Kirchengemeinden gehörten dann zum Dekanat Zirndorf. 1885 wurde Fürth Sitz eines eigenen Dekanats, das zum Kirchenkreis Nürnberg gehört.
Spätestens seit dem 18. Jahrhundert nahm die Zahl der Katholiken in der Stadt wieder zu. Im Jahre 1829 konnte die erste katholische Kirche der Stadt seit der Reformation geweiht werden, die Kirche „Zu Unserer Lieben Frau“. Später entstanden weitere Pfarrgemeinden, die zunächst zum Dekanat Nürnberg des Erzbistums Bamberg gehörten. 1961 wurde Fürth Sitz eines eigenen katholischen Dekanats innerhalb des Erzbistums.
Das Verhältnis der Protestanten zu den Katholiken betrug im 20. Jahrhundert etwa zwei zu eins. Seit den 1960er Jahren nimmt der Anteil sowohl der evangelischen als auch der katholischen Einwohner kontinuierlich ab.

### Judentum
Die ersten Belege über jüdische Einwohner in Fürth finden sich bereits im ältesten noch erhaltenen Gerichtsbuch der Stadt aus dem Jahr 1440; eine jüdische Gemeinde existierte zu diesem Zeitpunkt allerdings noch nicht. 1528 gestattete Markgraf Georg der Fromme von Ansbach zwei Juden, sich gegen Schutzgeld für sechs Jahre in der Stadt niederzulassen. Ab 1556 wurde der Zuzug von Juden auch auf dem dem Domstift Bamberg unterstellten Gebiet der Stadt bewilligt.
Im 17. Jahrhundert gab es eine Gemeinde-Talmudschule, die ein hohes Ansehen genoss. 1607 wurde der erste jüdische Friedhof angelegt, 1617 eine Synagoge errichtet und 1653 das erste jüdische Krankenhaus Deutschlands eröffnet. 1670 wurden viele Juden aus Wien aufgenommen, so dass es 1716 etwa 400 jüdische Familien in der Stadt gab. 1807 betrug der Anteil der Juden an der Gesamtbevölkerung 19 Prozent. 1824 wurde die Talmudschule durch die bayerischen Behörden geschlossen.
1862 wurde eine jüdische Volksschule und 1882 eine Mittelschule gegründet. Die höchste Zahl jüdischer Bürger war 1880 mit ca. 3300 erreicht. Ein zweiter jüdischer Friedhof wurde 1906 eröffnet. Im Jahr 1938 wurde die Synagoge bei den Novemberpogromen 1938 zerstört und der trotz der Repressionen verbliebene Teil der jüdischen Bevölkerung ab 1941 überwiegend in Vernichtungslager deportiert.
Nach dem Ende des Zweiten Weltkriegs wurde in Fürth ein DP-Lager für jüdische „displaced Persons“ eingerichtet. Das Lager, in dem Ende 1945 bereits 850 Bewohner lebten, wurde im Juli 1950 aufgelöst. Die heutige Israelitische Kultusgemeinde Fürth befindet sich in der Blumenstraße 31. Sie hat etwa 475 Mitglieder, die sich überwiegend aus Juden der ehemaligen GUS-Staaten zusammensetzen.

### Islam
Seit 1977 gibt es in der Schwabacher Straße die Selimiye-Moschee, die von der Türkischen Gemeinschaft Fürth unterhalten wird. 1994 wurde in der Steubenstraße die Mevlana-Moschee eröffnet, die vom Dachverband DITIB geleitet wird.

### Humanismus
Ein Teil konfessionsloser Menschen ist in der Humanistischen Vereinigung organisiert, einer Weltanschauungsgemeinschaft nichtreligiöser Menschen. Der Verband betätigt sich in Fürth, neben seiner weltanschaulichen Arbeit, als Träger mehrerer Kindertagesstätten, Kindergärten und Horte sowie einer reformpädagogischen Humanistischen Grundschule Fürth. Mit dieser bundesweit ersten Grundschule lebt die 1933 von den Nationalsozialisten zerschlagene weltliche Schulbewegung neu auf.

## Politik

### Wappen
| Stadtwappen von Fürth | Blasonierung: „In Silber ein dreiblättriges grünes Kleeblatt. Das dreiblättrige Kleeblatt tauchte erstmals 1562 in den Siegeln der Stadt auf, als es von einer Hand gehalten wird, welche von zwei Halbmonden beseitet ist.“ |
| Stadtwappen von Fürth | Wappenbegründung: Die Herkunft ist nicht geklärt. Hierzu gibt es drei unterschiedliche Versionen der Entstehungsgeschichte: - Das Kleeblatt symbolisiert die Dreiherrschaft (ca 1400–1792) der Markgrafen von Brandenburg-Ansbach, der Reichsstadt Nürnberg und des Domkapitels Bamberg. Allerdings handelt es sich bei dieser Version eher um eine „volkstümliche“ Deutung, die nicht belegt ist und damit eher unwahrscheinlich ist. Das dreiblättrige Kleeblatt, das hier eine Einigkeit symbolisieren soll, deckt sich nicht mit der gelebten Realität im Marktflecken, da sich die drei Herren massiv voneinander absetzten und alles andere als „Einigkeit“ darstellten. Demnach ist es sehr unwahrscheinlich, dass durch dieses Symbol die Stadt als Einheit dargestellt werden sollte. - Neben den Protestanten und den Katholiken gab es in Fürth eine starke jüdische Gemeinde. Damit könnte das Kleeblatt auch als Sinnbild für das friedliche Zusammenleben dreier Religionsgemeinschaften gewertet werden. Allerdings handelt es sich bei der Version ebenfalls eher um eine volkstümliche Deutung, und weniger um eine historische Betrachtung. Denn bis zum Westfälischen Frieden 1648 nach dem Dreißigjährigen Krieg galt das Prinzip Cuius regio, eius religio (lateinisch für wessen Gebiet, dessen Religion), das heißt der jeweilige Landesherr bestimmte die Konfession seiner Untertanen. - Die am wahrscheinlichsten geltende Version zum dreiblättrigen Kleeblatt ist im Amtssiegel des Amtsmannes Johann Hornung zu finden. Das dreiblättrige Kleeblatt erscheint das erste Mal 1562 im Amtssiegel des Amtmannes Johann Hornung der Bambergischen Dompropstei, die bereits seit der Schenkung 1007 durch Heinrich II. als erster Herr der Dreiherrschaft gelten. Das „Dreiblättrige Kleeblatt“ gilt auch als ein Symbol der Dreieinigkeit Gottes („Drei im Einem“: Gott Vater – Gott Sohn – Gott Heiliger Geist). Dieses anfängliche Amtszeichen ist im weiteren Verlauf als Erkennungszeichen auf den gesamten Ort Fürth übergegangen und erscheint erstmals 1723 im Siegelstock der Marktgemeinde Fürth. Zuvor erschien das Kleeblatt bereits 1693 als Stempel der Gemeinde. |

Stadtlogo

Die Stadt erhielt 1818 nach der Stadterhebung zur Stadt erster Klasse ein neues Wappen. Es besteht aus einem grünen Kleeblatt, umgeben von einem grünen Eichenzweig. Beides wird eingefasst durch die Zeichen der Stadt – einer Mauerkrone mit vier Türmen. Dieses Wappen wurde über 100 Jahre lang geführt. 1939 wurde das Stadtwappen vereinfacht. Aus einem Schreiben vom Reichsstatthalter Franz Ritter von Epp ist zu entnehmen, dass die Mauerkrone und der Eichenzweig entfernt wurden. Lediglich das Kleeblatt mit einer Umrandung blieb erhalten. Seit 1939 hat sich das offizielle Wappen der Stadt Fürth nicht geändert. Für offizielle Anlässe, wie z. B. Ehrungen der Stadt Fürth, wird stets das Originalwappen von 1939 verwendet, wohingegen sich seit 1960 eine etwas „modernere“ Fassung des Kleeblatts mit Umrandung in den einschlägigen Medien durchgesetzt hat.
Gleichzeitig erhielt die Stadt eine Flagge, die in Weiß zwei grüne Streifen und im grünen Oberteil das Wappen zeigte. Später wurde die Flagge auf die Farben Weiß (oben) und Grün (unten) vereinfacht.
Die Stadtfarben sind Weiß und Grün. Auch das Stadtlogo besteht aus den Umrissen eines grünen Kleeblatts. Dieses ist auf der rechten Seite zwischen Blatt und Stil nicht geschlossen. Stattdessen befindet sich hier in schwarz und zweizeilig geschrieben der Name Stadt Fürth. Die aktuelle Version wird seit dem 13. September 2017 verwendet.

### Stadtrat
- Linke: 3
- SPD: 23
- Grüne: 10
- FW: 2
- FDP: 1
- CSU: 9
- AfD: 3

Die Sitze der SPD beinhalten auch den des Oberbürgermeisters.
Der Stadtrat der Stadt Fürth setzt sich aus 50 Stadträten und dem Oberbürgermeister zusammen. Mit 22 Stadträten plus Oberbürgermeister verfügt die Fraktion der SPD über eine relative Mehrheit. Zweitgrößte Fraktion sind die Grünen, dann die Fraktion der CSU. Daneben gibt es Einzelstadträte der AfD, Linken, Freien Wähler und FDP. (Stand: 2020)
|      | CSU | SPD | Grüne | FDP | Freie Wähler¹ | REP | Linke | AfD | Gesamt       |
| ---- | --- | --- | ----- | --- | ------------- | --- | ----- | --- | ------------ |
| 2002 | 18  | 24  | 3     | 1   | 3             | 1   | –     | –   | 50 Sitze[00] |
| 2008 | 12  | 28  | 4     | 1   | 1             | 1   | 1     | –   | 50 Sitze[00] |
| 2014 | 12  | 26  | 6     | 1   | 2             | 1   | 2     | –   | 50 Sitze     |
| 2020 | 9   | 22  | 10    | 1   | 2             | –   | 3     | 3   | 50 Sitze     |

¹ bis 2002 BL: Bürgerliste → ab 2008 FW: Freie Wähler

### Stadtoberhaupt
Die Stadt wurde bis gegen Ende des 18. Jahrhunderts von einem dompropsteilich-bambergischen Amtmann geleitet. Aus der Stadt wurden zwei Bürgermeister gewählt, bis 1697 vier, ab 1718 acht. Ihnen standen „Vorsteher“ zur Seite.
Nach dem Übergang an Bayern wurde Fürth 1806 eine Stadt II. Klasse und direkt der Kreisverwaltung unterstellt. Später hießen solche Städte „kreisfrei“. Ab 1818 wurde Fürth eine Stadt I. Klasse und somit von einem 1. Bürgermeister geleitet, dem ein 2. Bürgermeister zur Seite stand. Seit 1. Januar 1908 trägt der 1. Bürgermeister den Titel Oberbürgermeister.
Seit 2002 ist Thomas Jung (SPD) Oberbürgermeister.

### Städtepartnerschaften

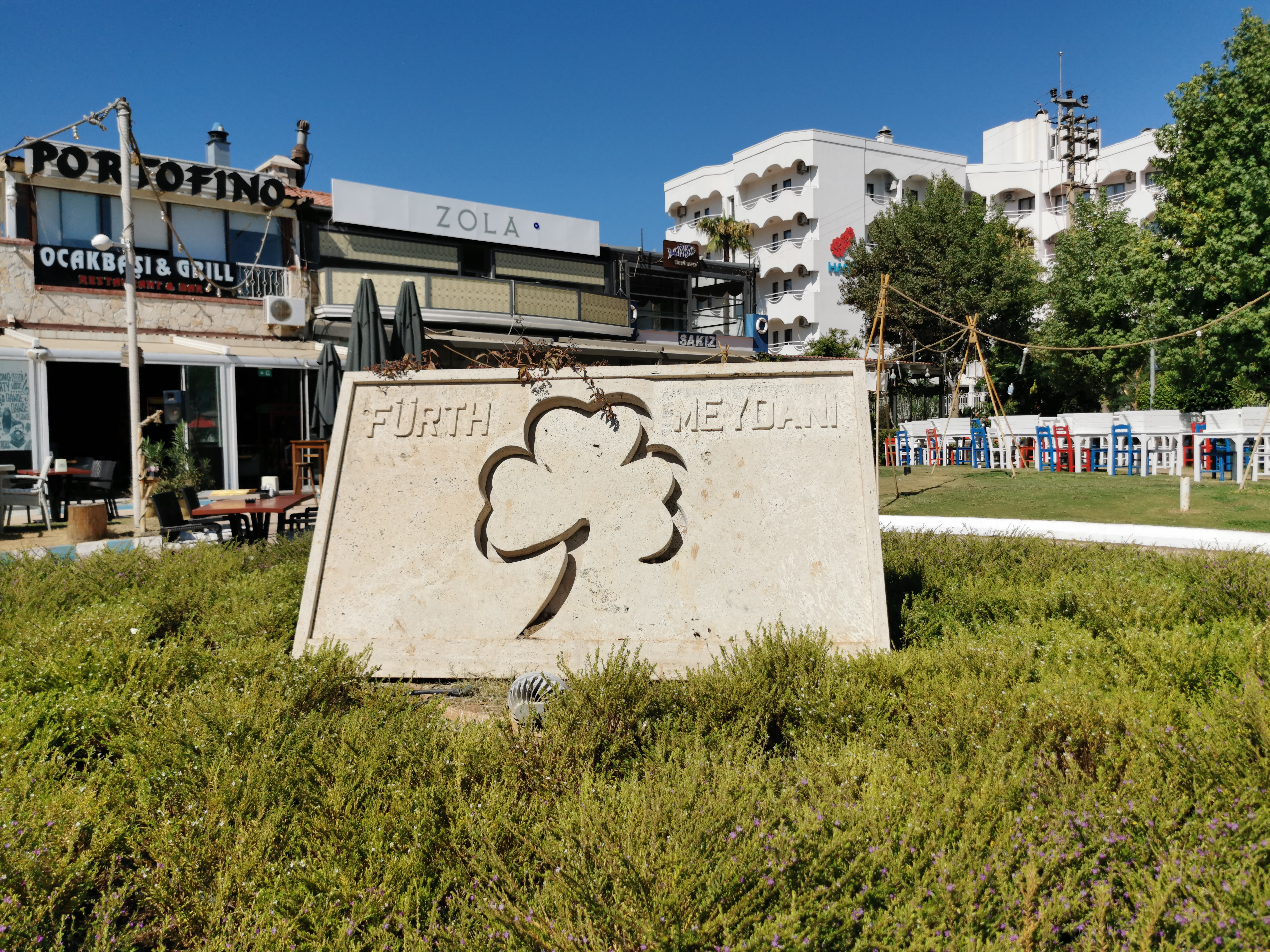
Platzbezeichnung “Fürth Meydanı” (Fürther Platz) in Marmaris

Fürth unterhält mit folgenden Städten eine Städtepartnerschaft:
- Region Renfrew (ehemals Paisley; Vereinigtes Königreich), seit 1969
- Limoges (Frankreich), seit 1992, seit 2003 das Limoges- und Limousinhaus in Fürth
- Marmaris (Türkei), seit 1995
- Xylokastro (Griechenland), seit 2001 Städtefreundschaft und seit 2006 Partnerstadt

Eine seit 1987 bestehende Städtepartnerschaft mit der Stadt Bijeljina wurde aufgrund von Mord und Vertreibung der Bosniaken im Rahmen des Bosnienkrieges im Jahre 1995 offiziell aufgelöst und die neue Städtepartnerschaft mit Marmaris eingegangen.

## Kultur und Sehenswürdigkeiten

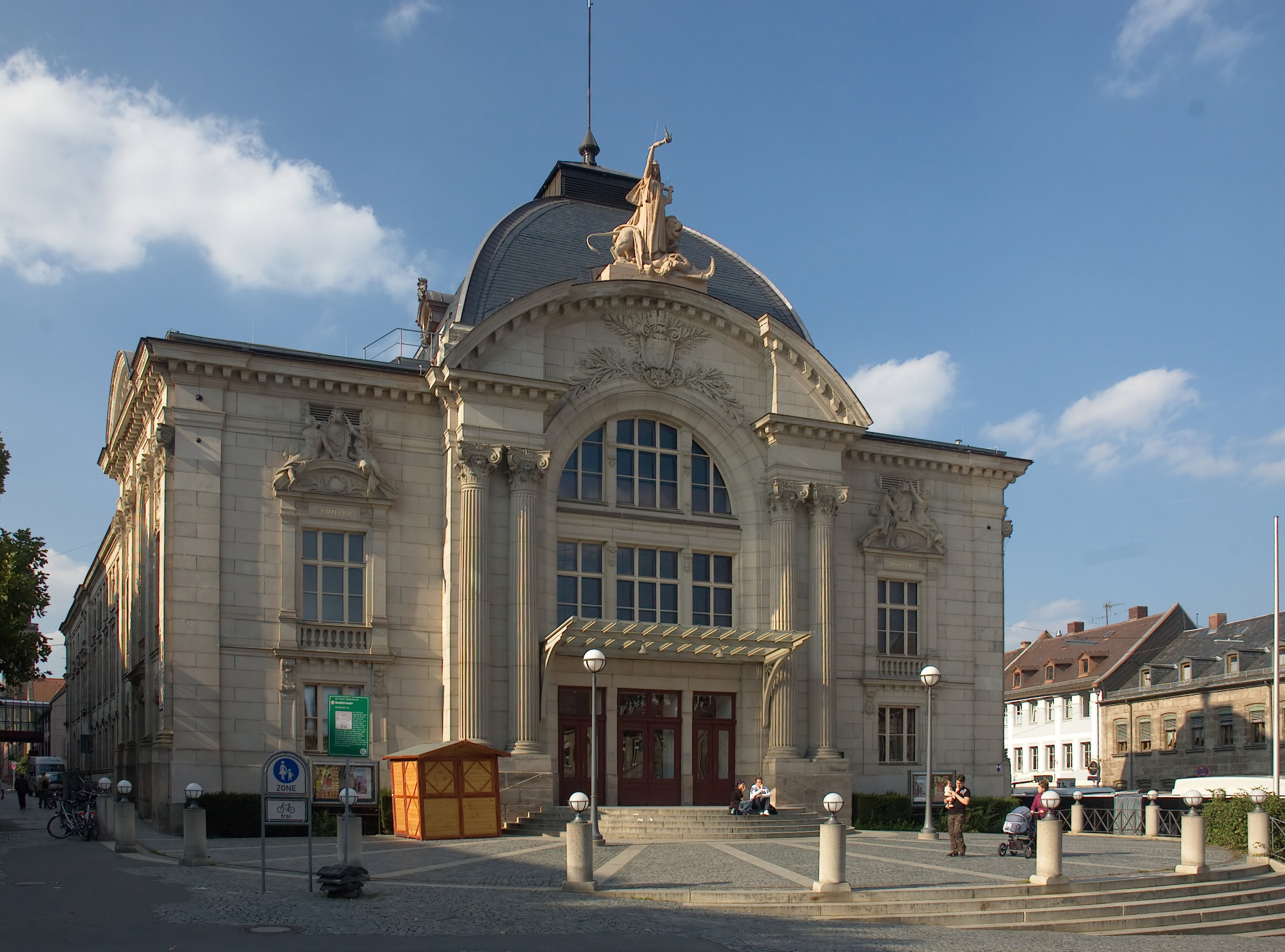
Stadttheater Fürth

### Kulturelle Veranstaltungsorte

#### Theater
An drei Spielorten bietet das Stadttheater Fürth spartenübergreifend Theater- und Musikveranstaltungen. Mit dem „3-Stufen-Modell“ bestehend aus Gastspielen, Koproduktionen und Eigenproduktionen präsentiert das Stadttheater Fürth Schauspiel, Musiktheater, Tanz, Konzerte und Kinder- und Jugendtheater.
Das Gebäude wurde 1902 nach Plänen der Wiener Theaterarchitekten Fellner und Helmer erbaut, die sich an Formen der italienischen Renaissance und des Barock orientierten. Das Fürther Stadttheater hat große Ähnlichkeiten mit dem von den gleichen Architekten errichteten Stadttheater der ukrainischen Stadt Czernowitz.

#### Comödie
Die Comödie Fürth im Jugendstilbau Berolzheimerianum wurde von den fränkischen Komödianten Volker Heißmann und Martin Rassau gegründet. Beide sind national bekannt in ihren Paraderollen von Waltraud und Mariechen in Fürther Mundart. Die Comödie Fürth fungiert dazu als Spielstätte von Ensembles anderer renommierter deutscher Boulevardtheater.

#### Kulturforum
Neben den etablierten Veranstaltungsstätten entwickelte sich seit 1989 das Kulturforum Fürth. Im alten Schlachthof findet sich unter anderem das kommunal geförderte Programmkino Ufer-Palast der Kino-Kooperative Fürth e. V. mit zwei Sälen. Das Kulturforum ist auch die bevorzugte Spielstätte der Bühne Erholung 27, einem Amateurtheaterverein.
Im Jahre 2002 wurde der Schlachthof komplett saniert und zum heutigen Kulturforum Fürth umgebaut. Auf dem Areal des ehemaligen Schlachthofs, am Flussufer der Rednitz nahe der Fürther Altstadt gelegen, befindet sich das Kulturforum Fürth mit zwei Spielstätten und einem Programm aus Konzerten, Kleinkunst und Kabarett, Literatur und Lesungen, bildender Kunst, Filmen (Programmkino Uferpalast), Theaterinszenierungen, sonstigen Veranstaltungen (wie ein Figurentheaterfestival oder ein Internationales Klezmerfestival).

#### Weitere
In der Kofferfabrik und dem Programmkino Babylon finden regelmäßig Konzerte, teilweise mit international bekannten Musikern, und andere Veranstaltungen statt.

### Museen und Galerien
- Der Hauptstandort des Jüdischen Museums Franken wurde 1999 in Fürth eröffnet. Im Kernbestand geht das Haus bis ins 17. Jahrhundert zurück; es war bis ins späte 19. Jahrhundert im Besitz jüdischer Familien. Stuckdecken, eine historische Laubhütte und ein Ritualbad im Keller haben sich erhalten. In einer Dauerausstellung präsentiert das Museum die Geschichte und Kultur der Juden in Franken. Anhand von Sonderausstellungen eröffnet das Museum neue Einblicke in die fränkisch-jüdische Geschichte sowie in die allgemeine jüdische Kultur. Dem Museum sind mit der Literaturhandlung Rachel Salamander eine Buchhandlung sowie ein Café angeschlossen.
- Fürther Rundfunkmuseum.
- Stadtmuseum Fürth, (im alten Leopold-Ullstein-Schulhaus, Ottostraße).
- Ludwig Erhard Zentrum (LEZ), Eröffnung im Juni 2018.
- Seit Ende 2002 gibt es mit der kunst galerie fürth in den Räumen der alten Kreissparkasse Fürth einen Ausstellungsort der Stadt für moderne Kunst mit wechselnden Ausstellungen.
- Dialysemuseum Fürth im Jakob-Henle-Haus in der Robert-Koch-Straße.[39]
- Die Kunst Galerie Fürth, gelegen am Königsplatz im ehemaligen Gebäude der Sparkasse, ist eine kommunale Kunstgalerie. Seit 2002 finden dort jährlich sechs bis acht Ausstellungen zur zeitgenössischen Kunst statt.

### Bauwerke

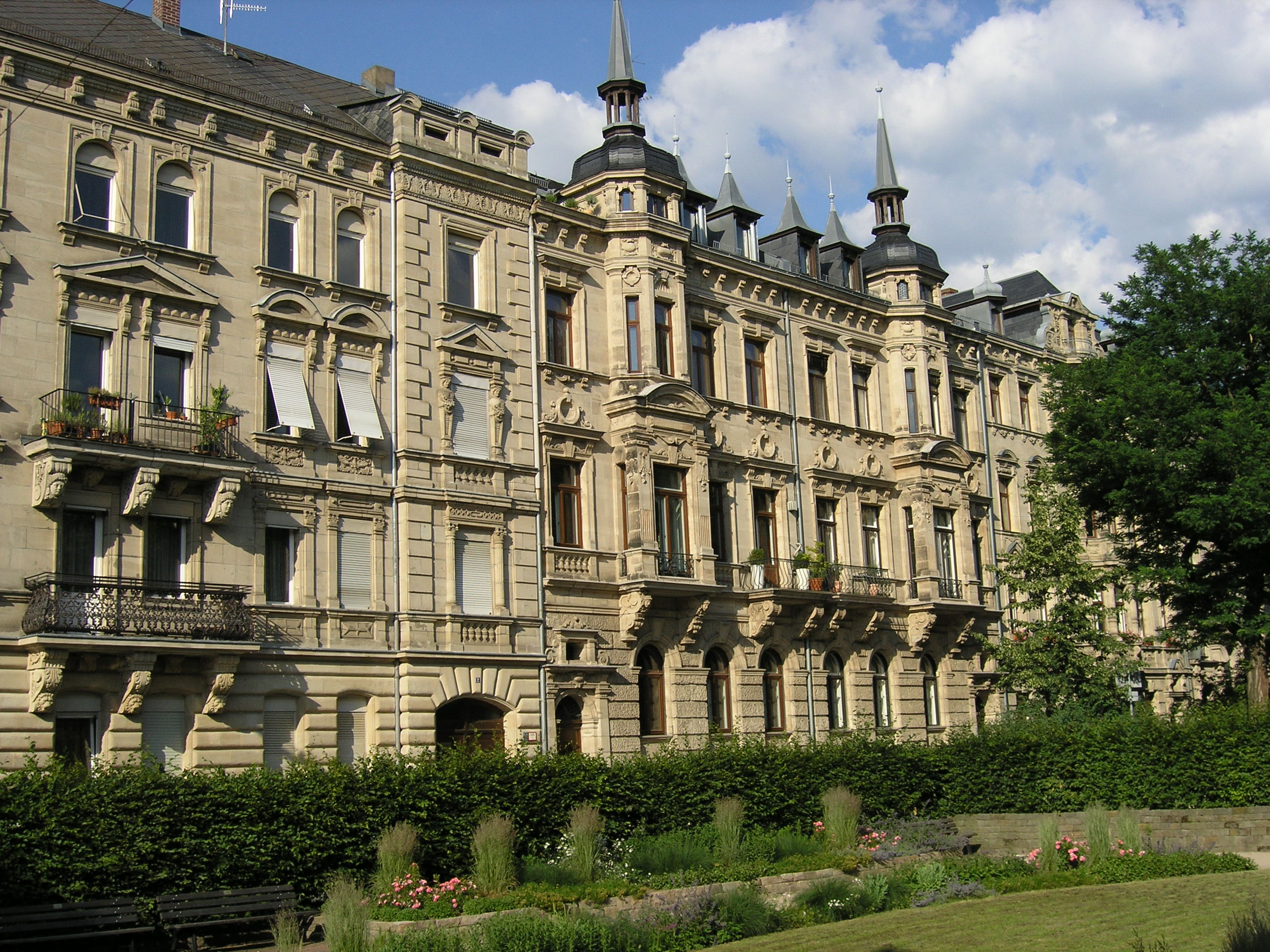
Häuser im Stil des Historismus an der Hornschuchpromenade

Das im italienischen Stil zwischen 1840 und 1850 erbaute Fürther Rathaus erinnert stark an den Palazzo Vecchio in Florenz und ist das Wahrzeichen der Stadt.
Im Gegensatz zu vielen anderen Städten, insbesondere in Westdeutschland, wurde Fürth im Zweiten Weltkrieg durch Bombenangriffe vergleichsweise wenig, zu etwa zwölf Prozent, zerstört (Luftangriffe auf Fürth). Dadurch ist das historische Stadtbild weitgehend erhalten geblieben, nur an wenigen Stellen wurde es durch moderne Zubauten gestört (z. B. die Hochhäuser am Bahnhof, Stadtsanierung südlich der Königstraße 1978/79, Stadthalle auf dem Gänsberg). Gemessen an der Einwohnerzahl besitzt Fürth die vierthöchste Dichte an Baudenkmälern unter den deutschen Großstädten (17 auf 1.000 Einwohner).
Mehrere Straßenzüge mit geschlossener Bebauung des 19. und beginnenden 20. Jahrhunderts prägen das Bild der Innenstadt, Fürth gilt deswegen kunsthistorisch als Stadt des Historismus. In der Altstadt im Bereich der Stadtkirche St. Michael befinden sich auch Ensembles aus dem 17. und 18. Jahrhundert. Hervorzuheben sind im Altstadtviertel die Gustavstraße und die Hornschuchpromenade und die Königswarterstraße mit vielfältig gestalteten Wohnmietshäusern der Gründerzeit und des Jugendstils. Das historische Stadtbild setzt sich bis in die Südstadt fort, allerdings finden sich hier eher ehemalige Mietshäuser für Arbeiter, was sich in einer weniger prächtigen Fassadengestaltung niederschlägt.

#### Sakralbauten

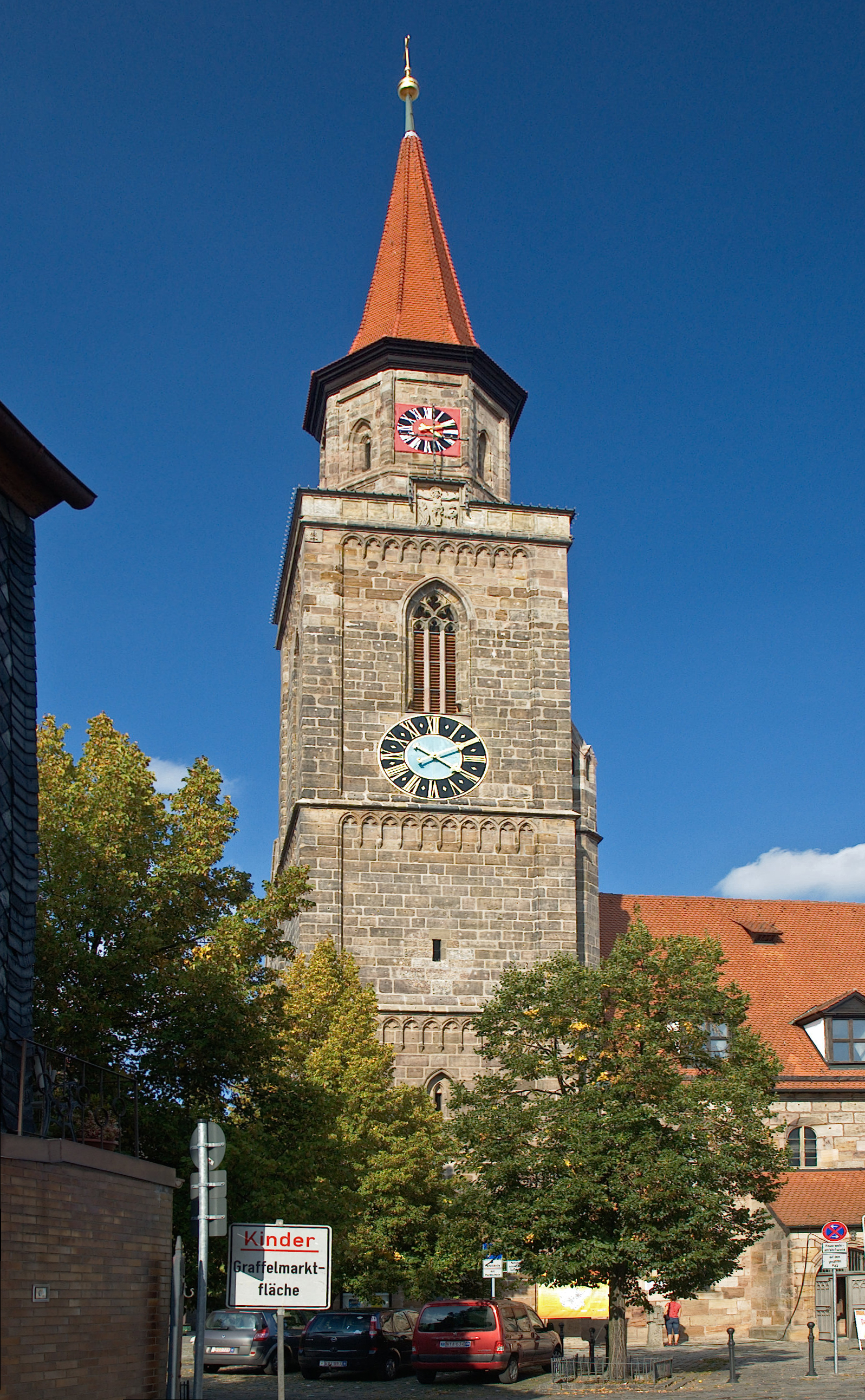
Die evangelische Kirche St. Michael in der Altstadt

Die älteste erhaltene Kirche Fürths ist die evangelische Kirche St. Michael. Sie stammt im Wesentlichen aus gotischer Zeit, wurde jedoch später mehrfach umgebaut. Die Kirche ist wahrscheinlich das einzige heute noch bestehende Gebäude, das den großen Brand vom 8. September 1634 überstanden hat. An ihren Langhaussaal mit einem unsymmetrisch einbezogenen mächtigen Westturm schließt sich im Osten ein gestreckter polygonal gebrochener Chor an. Der stimmungsvolle Innenraum geht auf das 19. Jahrhundert zurück. Als Besonderheit ist ein Sakramentshaus (um 1500) anzuführen.
Das katholische Gotteshaus Unsere Liebe Frau (1824–1828) ist ein Bauwerk des Klassizismus, ebenso die evangelische Auferstehungskirche (1825/26) im heutigen Stadtpark, die als ehemalige Friedhofskirche nord-südlich ausgerichtet ist. Erst durch die Entdeckung der Planzeichnung 2001 steht fest, dass Leo von Klenze der Architekt der Kirche Unsere Liebe Frau ist.
In der Südstadt befinden sich die neugotische Kirche St. Paul und die neubarocke Kirche St. Heinrich und Kunigunde. Außerdem gibt es auf der Hardhöhe die katholische Pfarrei Christkönig mit einem Kirchenbau aus den 1970er Jahren.
Bedeutende Kirchenbauten stehen auch in den anderen Stadtteilen, insbesondere die evangelische Pfarrkirche St. Peter und Paul in Poppenreuth; sie war bis ins 13. Jahrhundert Mutterkirche von St. Sebald in Nürnberg.

#### Profane Bauwerke

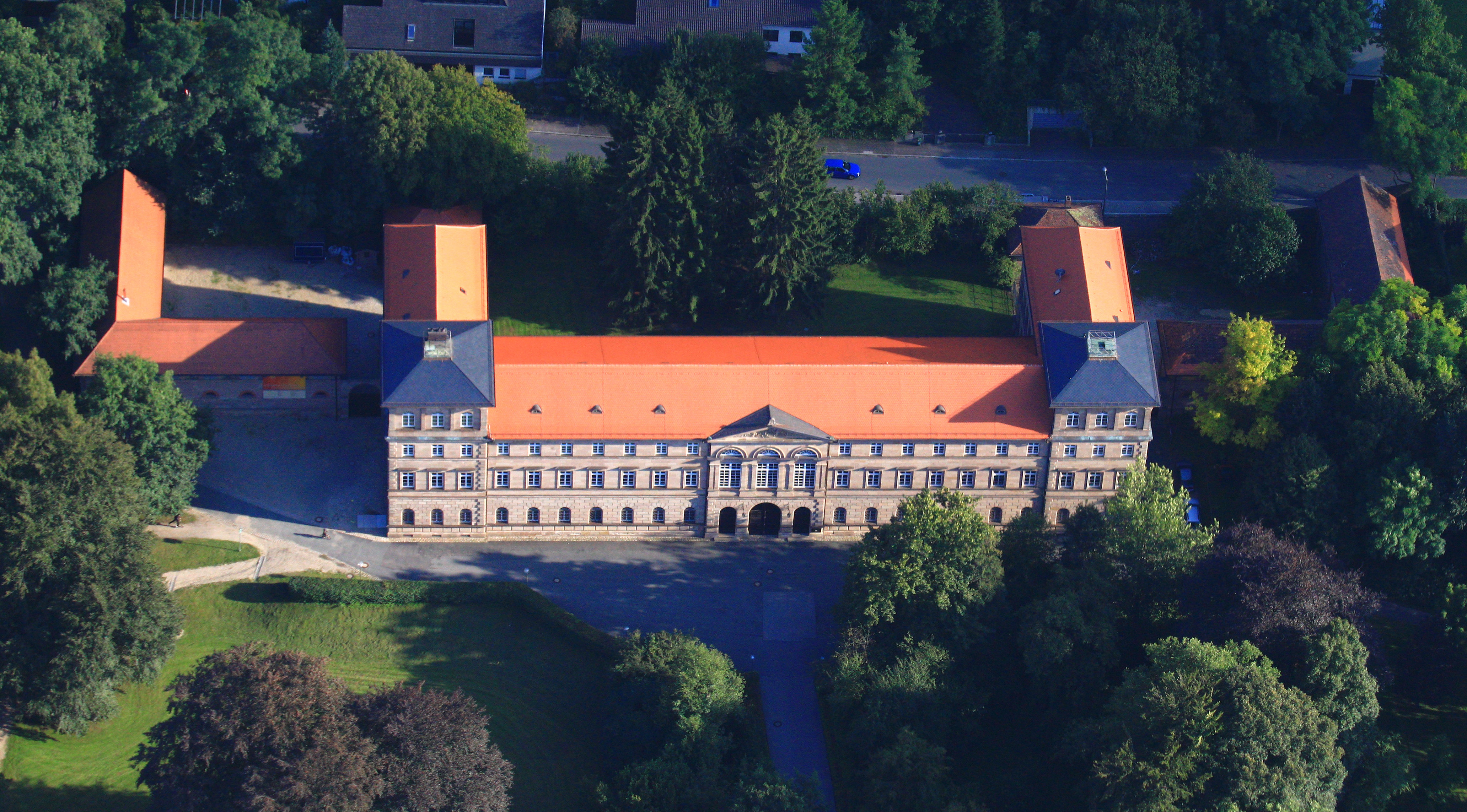
Zwischen 1830 und 1834 erbaut: Schloss Burgfarrnbach

Der restaurierte Liershof wurde 1621 als zweigeschossiger Quaderbau mit hohen Giebelwänden und zweistöckigem Zwerchhaus aus Fachwerk errichtet. Um 1700 entstand das Lochnersche Gartenhaus, dem wohl 1750 der polygonale Treppenturm angefügt wurde.
Das zwischen 1830 und 1834 erbaute Schloss Burgfarrnbach gehört zu den größten klassizistischen Schlossanlagen in Süddeutschland und beherbergt heute das Stadtarchiv. Es wurde im Auftrag der Grafen Pückler-Limburg vom Königlich Bayerischen Bauinspektor Leonhard Schmidtner an der Stelle des ehemaligen Wasserschlosses in Burgfarrnbach errichtet.
Das Fürther Rathaus, mit seinem 55 m hohen Turm im italienischen Stil, wurde von Georg Friedrich Christian Bürklein unter Mitwirkung von Eduard Bürklein, beides Schüler Friedrich von Gärtners, 1840–1850 errichtet. Der Turm ist eine angepasste Nachahmung des Palazzo Vecchio in Florenz und gilt als Wahrzeichen der Stadt. In ihm befindet sich seit dem Stadtjubiläum 2007 ein Glockenspiel mit 25 Glocken. Der Bau des Rathauses war Folge der Erhebung zur Stadt II. Klasse, d. h. der Verleihung des Rechts auf eine eigene Verwaltung. In der Zeit des alten Reichs (vor 1806) hatte jeder der drei Herren Fürths (Dompropst von Bamberg, Rat von Nürnberg, Markgraf von Ansbach) seine Repräsentanz in Fürth (Amtshaus – heute Supermarkt am Grünen Markt, St. Michaels-Kirche, Geleitshaus – 1799 durch Neubau ersetzt, welcher der Flächensanierung zum Opfer fiel). Das vom Besitzer als „ehemaliges Rathaus“ (300 m südwestlich der Michaelskirche) bezeichnete Gebäude ist das alte Schießhaus (Haus der Schützengesellschaft), in dessen Obergeschoss sich die „ganze Gemein“ versammelte, falls sie sich ohne Aufsicht des dompropsteilichen Amtsmanns treffen wollte. Zur „ganzen Gemein“ gehörten alle Bürger, d. h. alle Grundbesitzer und Gewerbetreibende.
Das Empfangsgebäude des historischen Bahnhofs, welches Eduard Rüber entwarf, wurde 1863/1864 errichtet. Der 1895 errichtete Geismannsaal (Zugang Alexanderstraße) war der bedeutendste und größte Saalbau in Fürth. In ihm kam der berühmte Poculator (ein Starkbier) zum Ausschank. Der Geismannsaal wurde 1982 abgerissen, um dem Einkaufszentrum City-Center Fürth (heute Flair) Platz zu machen. Der frühere Schlachthof, jetzt Kulturforum, steht unterhalb der Stadthalle, direkt an der Rednitz. An der Schwabacher Straße erstreckt sich die ehemalige Brauerei Joh. Humbser, zuletzt Tucher, mit Gebäuden vom beginnenden 20. Jahrhundert und dem bedeutenden Jugendstil-Sudhaus von 1912.
An der Dambacher Straße wurde 1890/91 das freistehende Logenhaus der Fürther Freimaurerloge Zur Wahrheit und Freundschaft im Stil der Neurenaissance erbaut. Es zählt bis heute zu den herausragendsten Gebäuden des Fürther Historismus und wurde vom Bezirk Mittelfranken mit dem Sonderpreis für denkmalpflegerische Leistungen prämiert.
Im Jahr 1928 wurde eines der ersten Parkhäuser in Bayern erbaut, die Central-Garage, welche 2003 stillgelegt wurde.
Östlich des Main-Donau-Kanals befindet sich auf dem Gelände der 1994 eröffneten EuromedClinic die schon aus größerer Entfernung sichtbare Hotelpyramide mit einer gläsernen Außenfassade.
Der am Grünen Markt gelegene Gauklerbrunnen, 2004 von Harro Frey geschaffen, ist der jüngste Brunnen der Stadt; er setzt sich aus drei eigenständigen Figurengruppen zusammen, von denen zwei durch Wasserelemente verbunden sind.

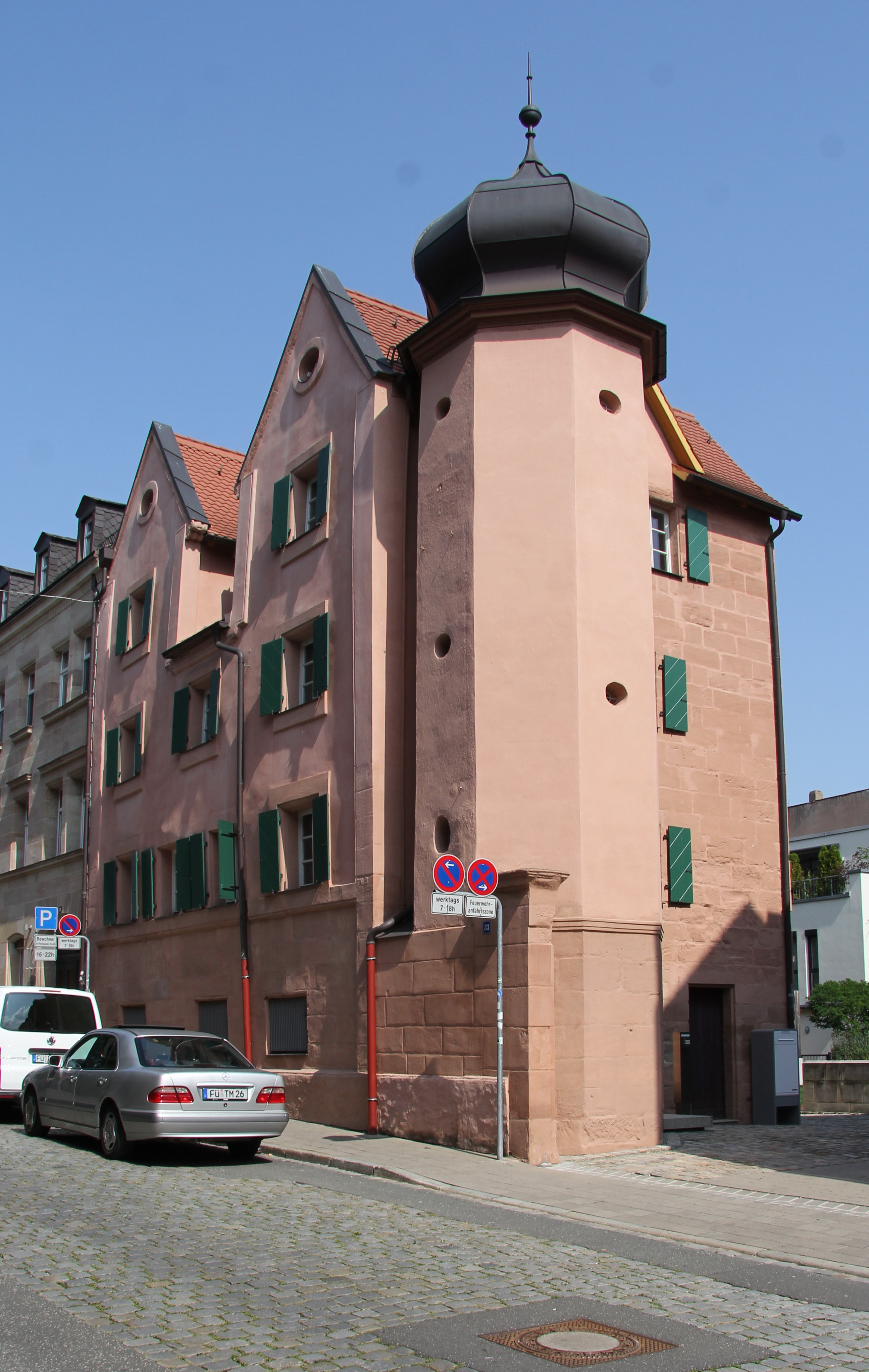
Lochnersches Gartenhaus
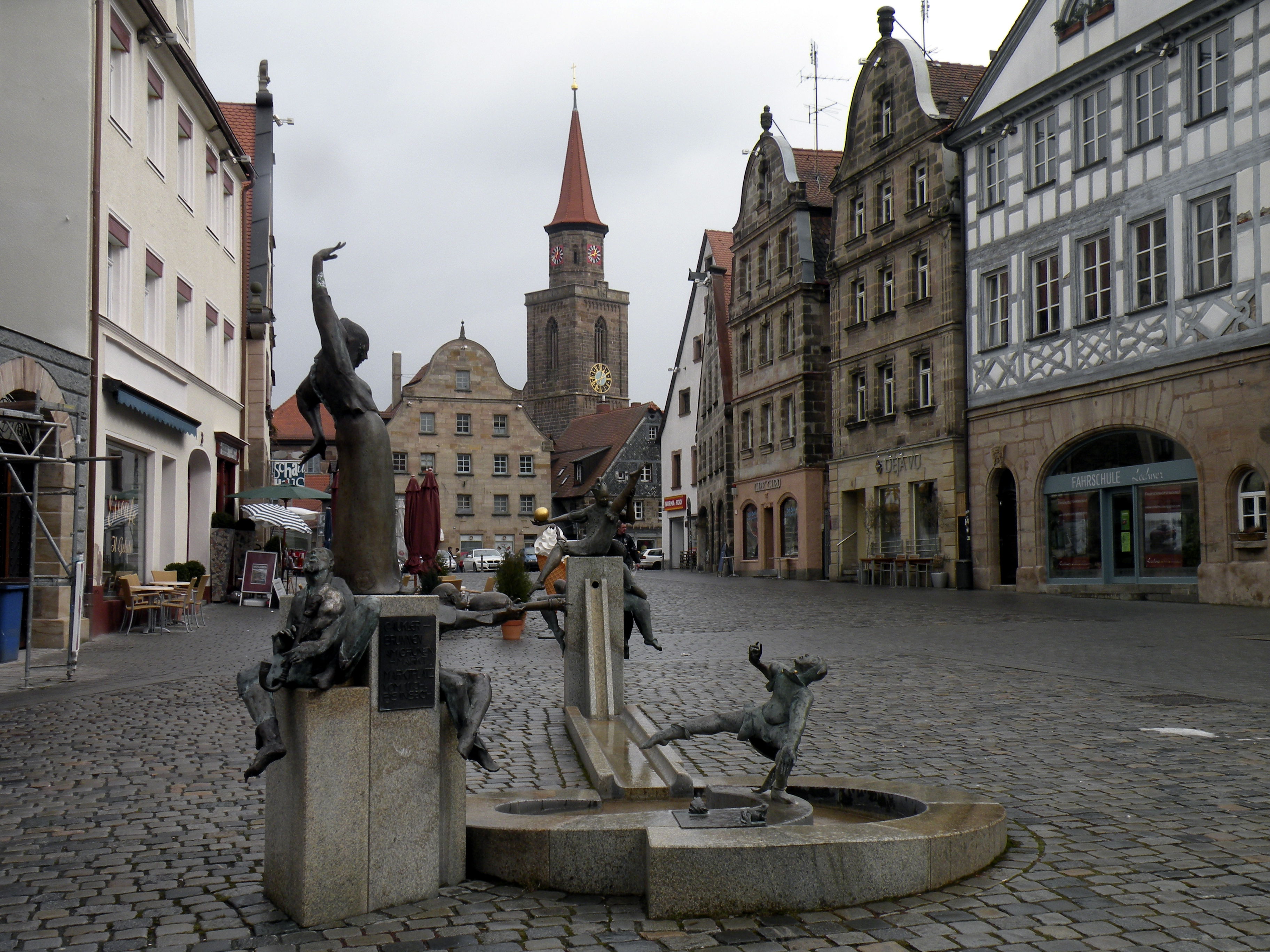
Der Gauklerbrunnen
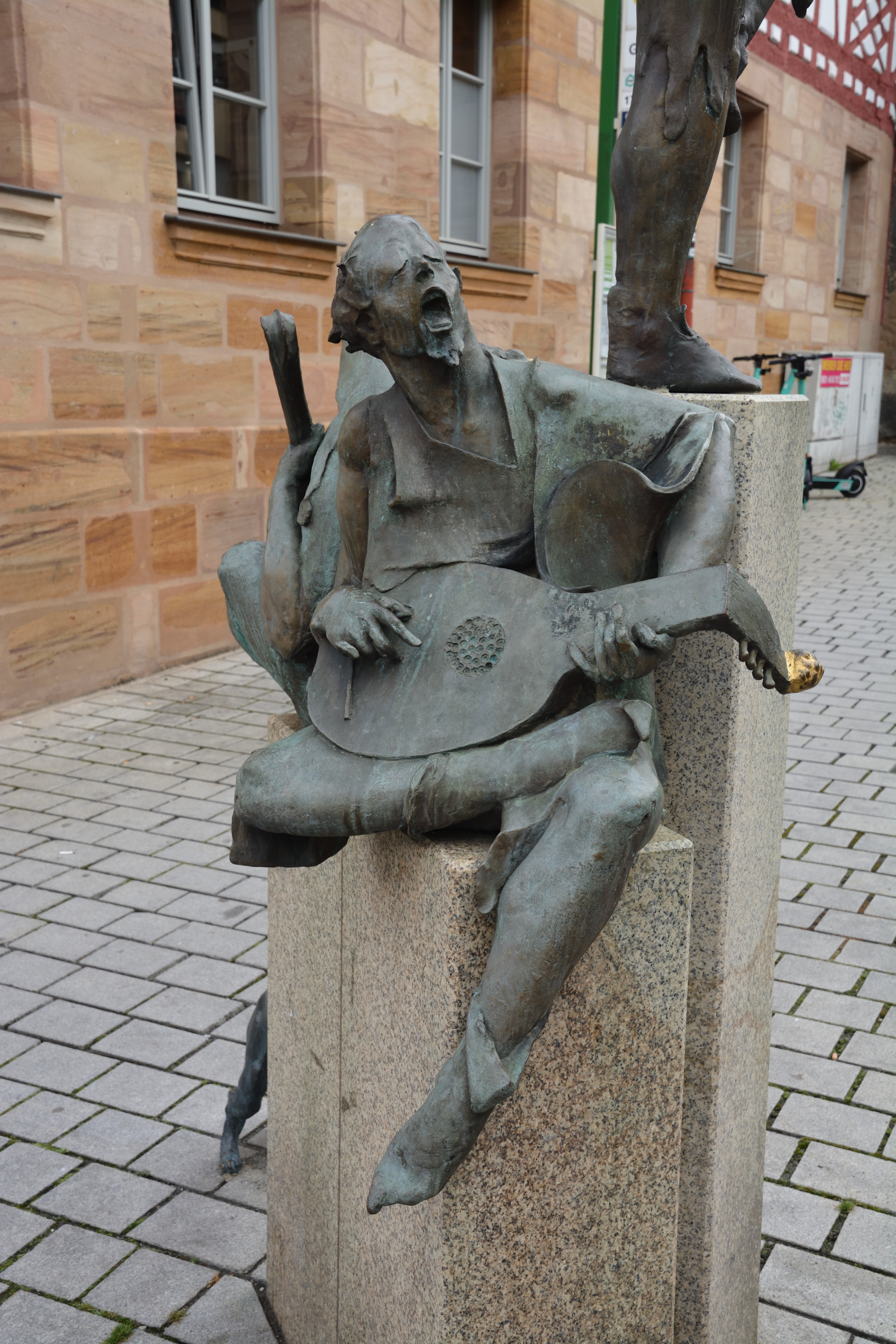
Brunnen (Detail)
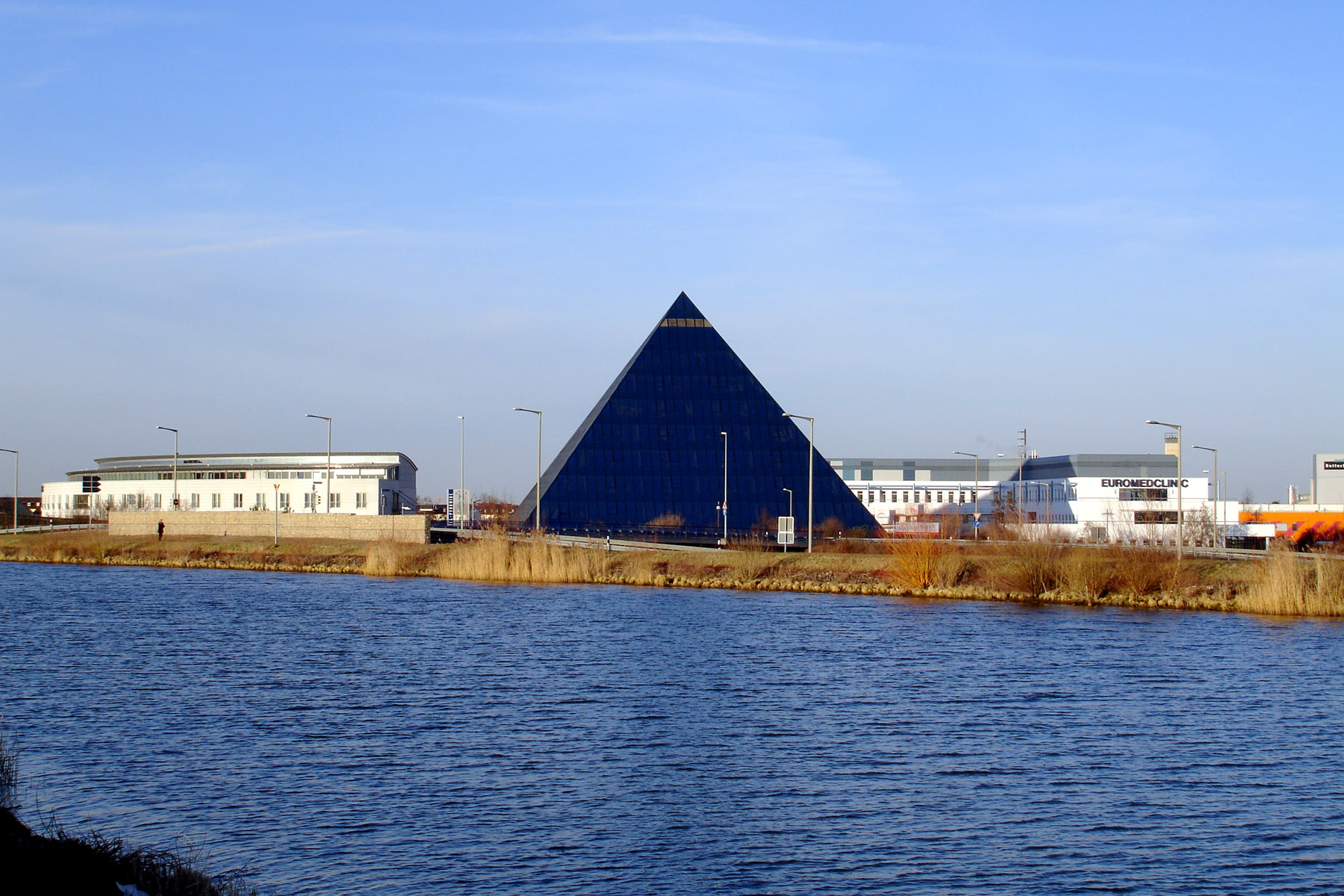
Hotelpyramide

### Grünflächen und Naherholung

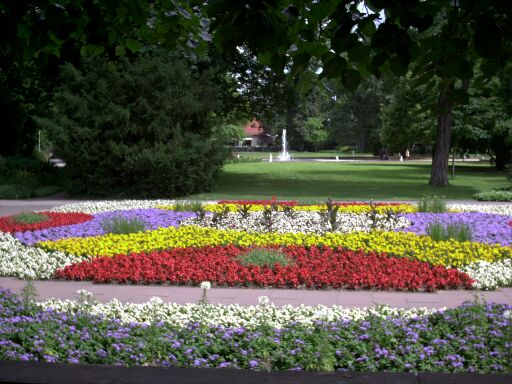
Stadtpark Fürth

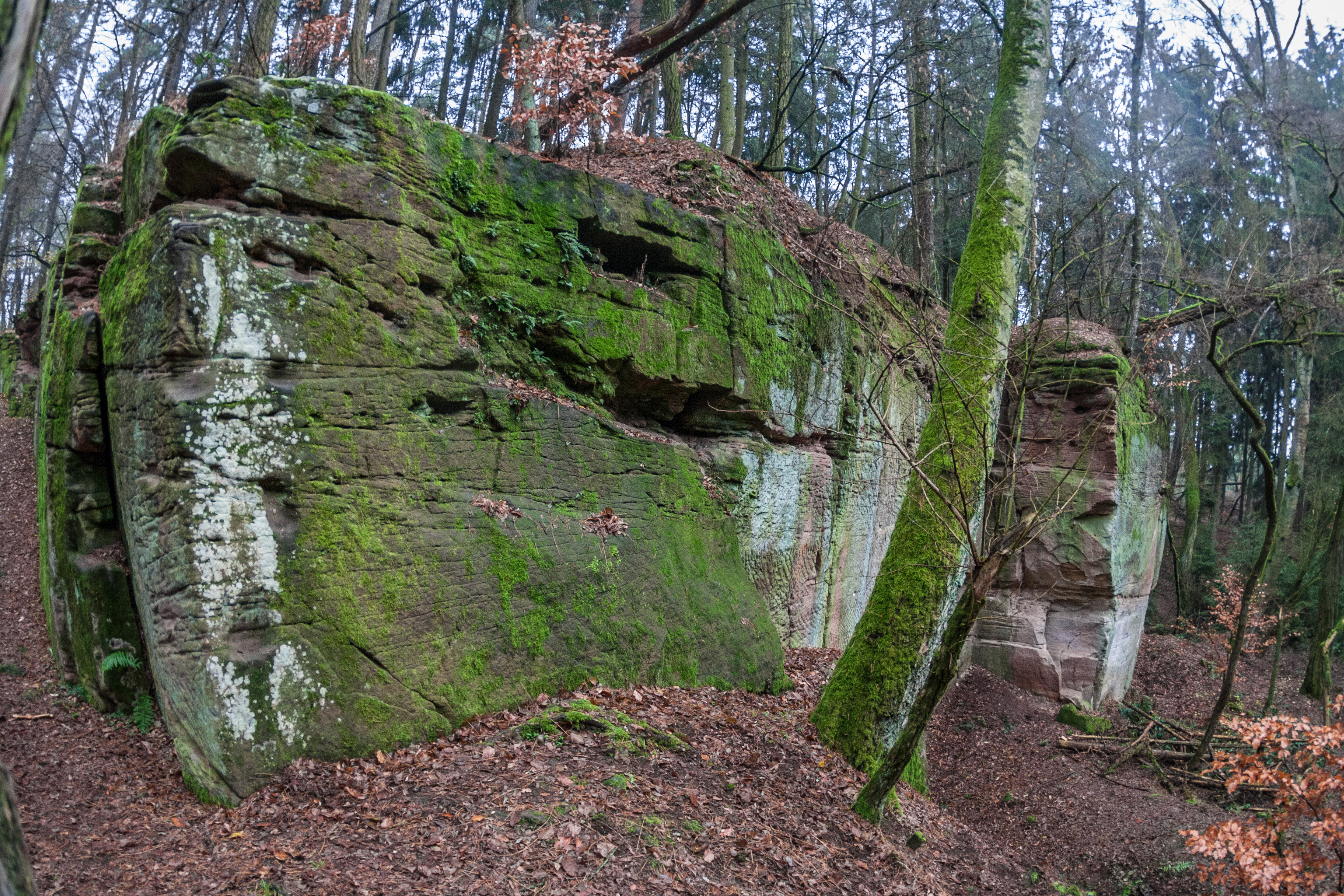
Steinbruch im Fürther Stadtwald

Der Stadtökologische Lehrpfad wurde 1999 eingerichtet (drei Kilometer, zehn Stationen) und 2003 um eine Route B (sieben Kilometer, zehn Stationen) erweitert. Ausgangspunkt beider Touren ist die U-Bahn-Station Stadthalle. Im Verlauf des Lehrpfads werden einzelne Lebensräume in ihrer Bedeutung für die Tier- und Pflanzenwelt erklärt (z. B. Kirchhof St. Michael, Städtischer Friedhof, Scherbsgraben); es wird auf die Ausweisung bestimmter Flächen als Landschaftsschutzgebiet und auf die Problematik umweltverändernder Maßnahmen wie Flussbegradigungen hingewiesen.

Die Sonnenscheindauer beträgt im Durchschnitt 1766 Stunden pro Jahr.
Die Gustav-Adolph-Quelle liegt bei Weikershof, gleich an der Rednitz. Sie wurde 2000 wiederbelebt und mit einem Pavillon ausgestattet. Bis 1953 nutzte man das Quellwasser mit ihrem 19 Grad warmen Wasser in einem nahe gelegenen Schwimmbad. Seit dessen Abriss floss das Wasser, immerhin 160 Liter pro Minute, ungenutzt in den Fluss. Aufgrund des schwachen Schwefelwasserstoffgeruchs wird die Quelle auch Gaggerlasquelle (fränkischer Dialekt für „Eierquelle“) genannt.
Der 560 Hektar große Fürther Stadtwald ist Heimat seltener Tierarten und deshalb ein besonderes Schutzgebiet von Europäischem Interesse im Natura-2000-Habitatnetz. Der Wald besteht großteils aus Kiefern durchmischt mit Laubbäumen. Im Geotop Steinbrüche im Fürther Stadtwald wurde der Burgsandstein bis ins Mittelalter als wichtiger Baustoff abgebaut. Im Stadtwald leben unter anderem verschiedene Fledermausarten (Braunes Langohr, Fransenfledermaus und Wasserfledermaus) sowie der Schwarzspecht.
Entlang der Pegnitz erstreckt sich der in die Auen übergehende Stadtpark. Neben Spazierwegen und Bänken bietet der Park unter anderem Ententeiche, einen Kinderspielplatz, einen Minigolfplatz, einen Rosengarten, eine ca. 2001 angelegte Streuobstwiese, diverse Denkmäler sowie einen botanischen Schulgarten. Im Herbst 2004 wurde der Südstadtpark auf einem ehemaligen Kasernengelände dem Publikum übergeben.
In Fürth gibt es daneben dreizehn ausgewiesene Landschaftsschutzgebiete und zwei ausgewiesene FFH-Gebiete. (Stand Januar 2016)

### Sport
Bekannt geworden ist Fürth in der Sportwelt durch den Traditionsverein und dreifachen deutschen Fußballmeister SpVgg Fürth (nach dem Beitritt der Fußballabteilung des TSV Vestenbergsgreuth lautet der Vereinsname heute SpVgg Greuther Fürth). Der Verein spielte 2012/13 und 2021/22 in der Bundesliga. Der Sportpark Ronhof befindet sich im Stadtteil Ronhof und geht auf die bereits 1910 als „Sportpark am Ronhofer Weg gegenüber dem Zentralfriedhof“ von der Spielvereinigung errichtete Spielstätte zurück. Das Gelände war damals die größte Sportplatzanlage Deutschlands, und das „Kleeblatt“ gehört damit bundesweit zu den am längsten am selben Ort spielenden Traditionsvereinen.
Berühmte Leichtathleten wie den Olympiasieger Bernd Kannenberg, den Weltmeister Patriz Ilg sowie die Olympioniken Florian Schwarthoff und Nico Motchebon brachte der LAC Quelle Fürth hervor.
Die Baseball-Mannschaft Fürth Pirates stieg im Jahr 2002 in die erste Baseball-Bundesliga auf und wurde bereits in der Saison 2004 Deutscher Vizemeister.
Der Snookerverein SSC Fürth spielt derzeit in der 1. Bundesliga Snooker und ist Ausrichter des jährlich stattfindenden Paul Hunter Classics.
2021 bewarb sich die Stadt als Host Town für die Gestaltung eines viertägigen Programms für eine internationale Delegation der Special Olympics World Summer Games 2023 in Berlin. 2022 wurde sie als Gastgeberin für Delegation von Special Olympics Venezuela ausgewählt, die aus 33 Personen bestand. Damit wurde die Stadt Teil des größten kommunalen Inklusionsprojekts in der Geschichte der Bundesrepublik mit mehr als 200 Host Towns.

### Regelmäßige Veranstaltungen
- Mai: Bürgerfest Burgfarrnbach
- Frühjahr: Grafflmarkt
- Frühjahr: Internationales Klezmer Festival (im Zweijahres-Turnus)[52]
- Sommer: Beach-Volleyball-Turnier auf der Fürther Freiheit
- Sommer: New Orleans Festival auf der Fürther Freiheit (Blues &Rock)
- Sommer: Fürth Festival (Musikveranstaltungen in der ganzen Innenstadt)
- Sommer: Grüne Nacht am Grünen Markt (Folk, Blues, Liedermacher)
- Sommer: Sommerfest auf der Hardhöhe
- Sommer: Kirchweihfeste in den verschiedenen Orts- und Stadtteilen
- Sommer: Metropolmarathon
- Herbst: Grafflmarkt
- September/Oktober: Michaeliskirchweih, eine der größten und bedeutendsten Straßenkirchweihen Bayerns und gleichzeitig größtes und bedeutendstes Volksfest der Stadt, seit mehr als 800 Jahren (Beginn: Samstag nach Michaeli (= 29. September))
- Oktober: Die Lange Nacht der Wissenschaften (seit 2003 im Zweijahres-Turnus)
- November/Dezember: Weihnachts- und Mittelaltermarkt[53] auf der Fürther Freiheit und Altstadtweihnacht des Altstadtvereins auf dem Waagplatz.

### Preise der Stadt Fürth
Seit 1954 verleiht die Stadt die Goldene Bürgermedaille der Stadt Fürth und seit 1970 den Kulturpreis der Stadt Fürth und den Kulturförderpreis. 1996 kam zu Ehren ihres großen Sohnes der Jakob-Wassermann-Literaturpreis dazu. Seit 2012 ergänzt der Sonderpreis Kultur die Liste der Kunstpreise. Ebenfalls im Jahre 2012 wurde der jährlich zu vergebende Louis-Kissinger-Preis für herausragende Pädagogen an Fürther Schulen gestiftet.

## Wirtschaft und Infrastruktur
Im Jahre 2016 erbrachte Fürth, innerhalb der Stadtgrenzen, ein Bruttoinlandsprodukt (BIP) von 4,170 Milliarden €. Das BIP pro Kopf lag im selben Jahr bei 33.415 € (Bayern: 44.215 €/ Deutschland 38.180 €) und damit deutlich unter dem regionalen und nationalen Durchschnitt. In der Stadt gab es 2016 ca. 61.300 erwerbstätige Personen. Die Arbeitslosenquote lag im Dezember 2018 bei 4,6 % und damit über dem bayerischen Durchschnitt von 2,7 % (im Landkreis Fürth betrug sie 2,4 %).
Im Zukunftsatlas 2016 belegte die kreisfreie Stadt Fürth Platz 96 von 402 Landkreisen, Kommunalverbänden und kreisfreien Städten in Deutschland und zählt damit zu den Orten mit „Zukunftschancen“. In der Ausgabe von 2019 lag sie auf Platz 85 von 401.
Die Spielwarenindustrie ist in Fürth ein wesentlicher Wirtschaftsfaktor; vom kleinen Handwerksbetrieb bis zum großen Industrieunternehmen ist auf diesem Sektor alles vertreten, so sind etwa die Spielzeugproduzenten der Simba-Dickie-Group und Bruder Spielwaren in Fürth beheimatet.

### Unternehmen
Am 26. Oktober 1927 gründete Gustav Schickedanz das Versandhaus Quelle, das Unternehmen war bis zur Liquidation größtes Versandhaus Europas und hatte in Fürth seinen Hauptsitz. Die Versicherungsgruppe Ergo Direkt ging 1984 aus dem damaligen Einzelhandelskonzern Quelle hervor. Nach mehrjährigem Umbau des Gebäudes der ehemaligen Hauptverwaltung des Quelle-Versandhauses ist dieses seit dem 1. Oktober 2016 der Hauptsitz des Bayerischen Landesamts für Statistik mit ca. 290 Mitarbeitern.
In der Nachkriegszeit gründete Max Grundig in Fürth sein Imperium mit dem Radiobausatz Heinzelmann. Die Grundig AG unterhielt von ihrer Gründung bis Mitte 2000 ihren Hauptsitz, zeitweise die gesamte Produktentwicklung sowie mehrere Fertigungsstandorte in Fürth. Die Verbundenheit zeigte sich im Konzernlogo, welches lange Zeit ein gekröntes Stadtwappen war. Die ehemalige Zentrale von Grundig an der Kurgartenstraße (vormals Fürths erstes Thermalbad) wurde zum Technologiepark Uferstadt Fürth umgebaut, in der das Rundfunkmuseum Fürth, das Technikum Neue Materialien, ein Fraunhofer-Institut, Sellbytel und das IT-Dienstleistungsunternehmen Atos einen Standort gefunden haben.
Eine große Bedeutung hatte in Fürth früher das Brauwesen. Die fünf größten Brauereien waren Humbser, Geismann, Grüner, Evora & Meyer und Berg Bräu. Um das Jahr 1900 herum rangierte Fürth als Bierstadt sogar vor München. Fürth ist heute Verwaltungssitz, Brauort und Logistikzentrum der Tucher Bräu, bis 2008 war die Brauerei Humbser an der Schwabacher Straße auch deren einziger aktiver Brauort. Die 2008 an der Stadtgrenze zu Nürnberg eröffnete neue Brauerei liegt zu großen Teilen auf Fürther Gebiet.
Die Leonhard Kurz Stiftung & Co. KG (Folien, Hologramme, Heißprägetechnik) an der Schwabacher Straße ist heute einer der größten Arbeitgeber. Die aus dem Unternehmen Flabeg verselbständigte Centrosolar Group war einer von weltweit zwei Herstellern von nanobeschichtetem PV-Modulglas.
Der 1926 gegründete Sport- und Arbeitsschutzartikelhersteller Uvex unterhält seinen Hauptsitz sowie die Fertigung in der Stadt. Ein Hersteller von Süßigkeiten ist Trolli. Seit 1967 befindet sich in Sack das Zentrallager der BSH Hausgeräte. Auch Siemens ist an mehreren Standorten in Fürth zu finden. Außerdem hat die 1989 gegründete Computec Media, Tochtergesellschaft der schweizerischen Marquard Media Gruppe, dort ihren Hauptsitz. Der aus der Dynamit Nobel AG hervorgegangene Munitionshersteller RUAG Ammotec hat in Fürth-Stadeln seinen Sitz und einen Produktionsstandort. Seit 1957 besteht die Wohnungsbaugesellschaft Fürth.

### Gastronomie und Einzelhandel

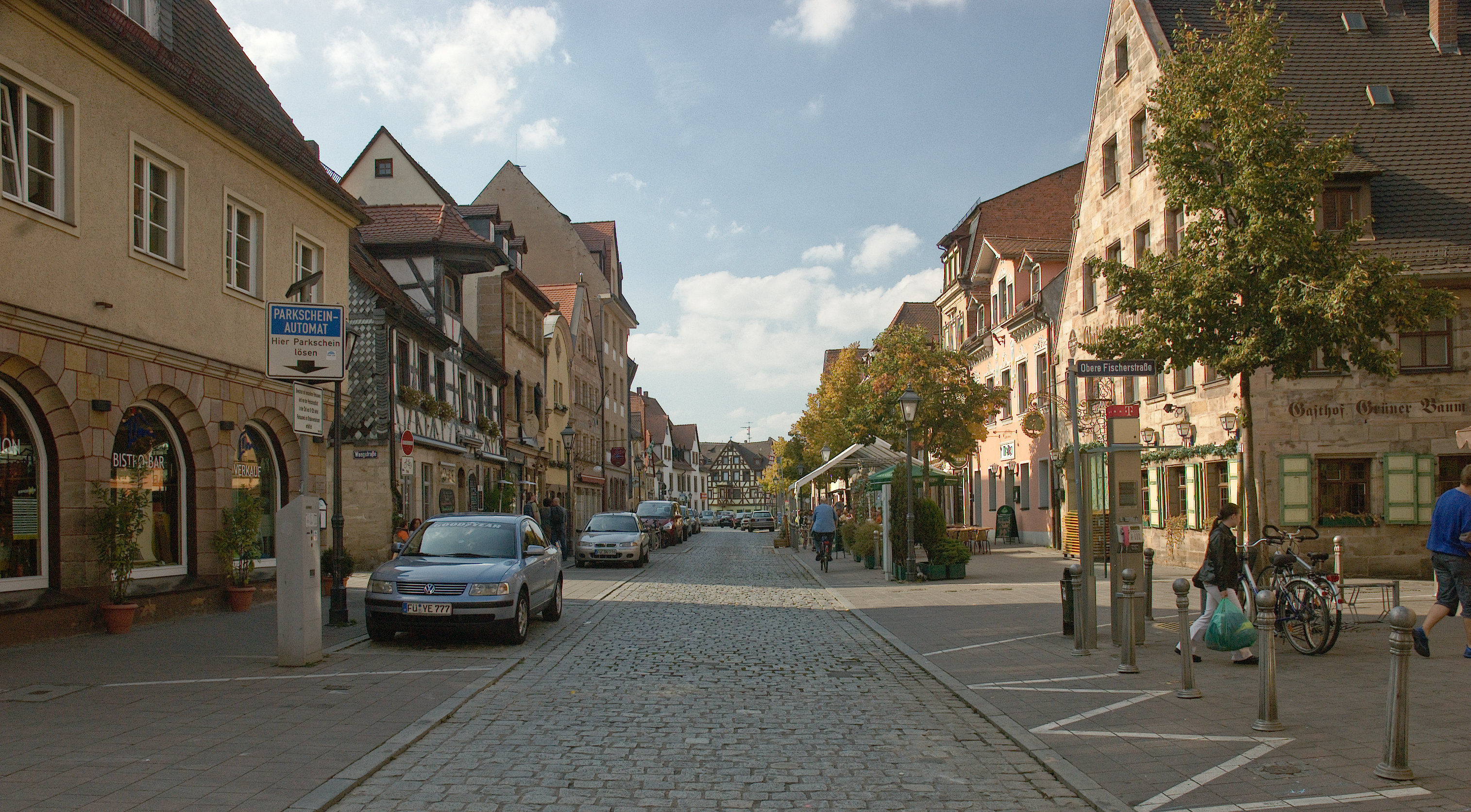
Gustavstraße

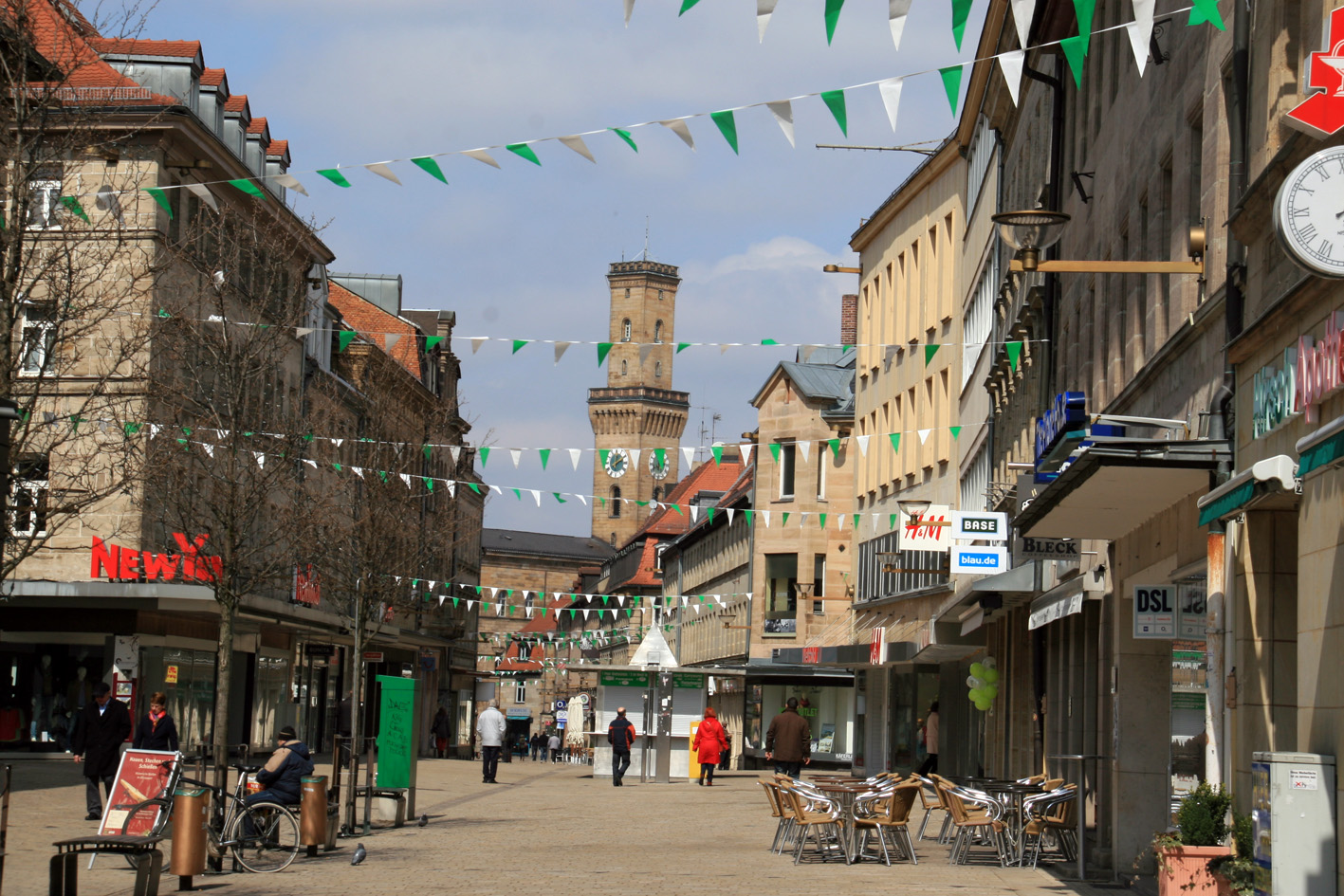
Fürther Fußgängerzone

Seit dem 16. Jahrhundert gibt es in der Gustavstraße Gastronomiebetriebe. Die Straße befindet sich nahe dem Rathaus im historischen Ortskern der Stadt. Die Straße wurde 1632 nach Gustav Adolf benannt, weil dieser dort in einem Gasthaus gespeist haben soll. Dort reihten sich beidseitig kleine Kneipen, Cafés, Cocktail-Bars und Restaurants mit fränkischer Küche aneinander. Seit einigen Jahren herrschen dort Auseinandersetzungen (17 Klagen) zwischen einzelnen Anwohnern, die teilweise in Kenntnis der dortigen Situation zugezogen sind, und den Wirten um die durch die Gastronomie verursachte Lärmbelästigung. Auch die Stadt Fürth wurde von diesen Anwohnern mehrfach verklagt. Am direkt an die Gustavstraße angrenzenden „Grünen Markt“ sind die Einschränkungen geringer und die dortigen Lokale haben andere Auflagen.
Weitere Einkaufsmöglichkeiten bieten hauptsächlich die Einzelhandelsgeschäfte in der Innenstadt, die Wochenmärkte und die vier Einkaufszentren Flair, Neue Mitte Fürth, Carre Fürther Freiheit sowie das Hornschuchcenter.

### Medien
In Fürth erscheinen als einzige Tageszeitung die Fürther Nachrichten. Das Blatt kam erstmals 1946 als Seite mit Lokalmeldungen in den Nürnberger Nachrichten heraus und wird heute als Kopfblatt unter eigenem Namen verlegt. So werden die Nürnberger Nachrichten um einen aus ein bis zwei Zeitungsbüchern bestehenden Teil für Stadt und Landkreis Fürth erweitert. Freitags gibt es zusätzlich die Fürther Landkreisnachrichten, sie entstanden 1979 aus den ehemaligen Lokalteilen Steiner Nachrichten und Zirndorfer Nachrichten. Das Produkt wird verantwortet vom Verlag Nürnberger Presse Druckhaus Nürnberg
Im 1985 gegründeten und seit 2003 in Fürth ansässigen Zweirad-Verlag erscheinen die kostenlose regionale Motorradzeitung Zweirad (Auflage 24.000) sowie regionale Bücher zum Thema Motorrad. Verleger ist Mathias Thomaschek, der in Fürth auch die Motorradmesse Franken-Bike veranstaltet.
Seit 2007 besteht das lokale Online-Nachschlagewerk FürthWiki mit 13.550 Artikeln und 42.650 Mediendateien (Stand: August 2025).

### Öffentliche Einrichtungen

#### Öffentliche Sicherheit
Für die Wahrung der öffentlichen Sicherheit und Ordnung Fürths sind folgende Institutionen zuständig:
- Polizeiinspektion Fürth sowie die Verkehrspolizei Fürth
- Bundesanstalt Technisches Hilfswerk, Ortsverband Fürth
- Berufsfeuerwehr Fürth
- Freiwillige Feuerwehr Fürth

Der Rettungsdienst wird durch die Hilfsorganisation Bayerisches Rotes Kreuz (BRK) gestellt.

#### Energie
Bei der Energieversorgung setzt Fürth zunehmend auf Solarenergie. Fürth ist Sitz des gemeinnützigen Solarinformations- und Demonstrationszentrums Solid. Bereits Ende 2004 wurden durch Photovoltaikanlagen tagsüber bei Sonnenschein durchschnittlich zwei Megawatt Leistung erzeugt, die über den örtlichen Energieversorger infra Fürth in das Netz eingespeist wurden. Die Anlage auf der ehemaligen Restmülldeponie in Atzenhof produzierte mit fast einem Megawatt Leistung den Hauptanteil. Ende Dezember 2013 waren 838 Photovoltaikanlagen mit 19,2 MW maximaler Leistung in Betrieb.

#### Trinkwasserversorgung
Die Gewinnung, Aufbereitung und Verteilung des Trinkwassers wird von der Infra Fürth übernommen. In drei Wasserwerken wird das Grundwasser aus Wasserschutzgebieten mit insgesamt 2.600 Hektar Fläche gewonnen.
| Wasserwerk     | Anteil an der Gesamtmenge | Anzahl und Art der Brunnen    | Größe Wasserschutzgebiet |
| -------------- | ------------------------- | ----------------------------- | ------------------------ |
| Rednitztal     | 50 %                      | 78 Flachbrunnen 4 Tiefbrunnen | 1.300 ha                 |
| Guggenmühle    | 43 %                      | 20 Tiefbrunnen                | 1.220 ha                 |
| Knoblauchsland | 7 %                       | 5 Flachbrunnen 2 Tiefbrunnen  | 78 ha                    |

Das Wasserwerk Guggenmühle bei Allersberg ist über eine 33 Kilometer lange Freispiegelleitung mit dem Fürther Trinkwassernetz verbunden (Fernwasserversorgung).
Nach der Aufbereitung gelangt das Trinkwasser in das 427 km lange Leitungsnetz. Hier sind vier Wasserspeicher mit einem Gesamtvolumen von ca. 31.500 m³ eingebaut, die Verbrauchsspitzen abdecken und auch der Druckerhaltung im Netz dienen. Die Behälter werden nachts befüllt und entleeren sich tagsüber bis zum Mindestfüllstand.
Das Stadtgebiet wird in drei Zonen aufgeteilt:
- die Niederdruckzone zwischen den Flüssen Rednitz und Pegnitz und der Stadtgrenze im Süden. Die Wasserhärte liegt hier bei 13,1 °dH.
- die Hochdruckzone in den höher gelegenen Gebieten westlich und nördlich der beiden Flüsse. Die Wasserhärte liegt hier bei 16,0 °dH.
- die Knoblauchsland-Zone für die Stadtteile Stadeln, Mannhof, Sack, Bislohe, Braunsbach, Steinach und Herboldshof. Die Wasserhärte liegt hier bei 16,8 °dH.

Der Brutto-Verbrauchspreis liegt bei 2,27 Euro je Kubikmeter.

#### Abwasserentsorgung
Die Ableitung und Reinigung des anfallenden Abwassers fällt in den Zuständigkeitsbereich der Stadtentwässerung Fürth. Das Kanalnetz hat eine Länge von 430 km. Es gibt zwei Klärwerke: Das Hauptklärwerk in der Erlanger Straße  (265.000 Einwohnerwerte, 20 Mio. m³ Schmutzwasser jährlich) und das Klärwerk Nord in Vach  (26.000 EW, 1 Mio. m³/a). Neben dem Stadtgebiet Fürth werden auch die Abwässer der Gemeinden Obermichelbach und Zirndorf in den Klärwerken behandelt. Für das 1916 in Betrieb genommene Hauptklärwerk ist 2021 ein Ausbau auf 330.000 Einwohnerwerte vorgesehen.
Auf der Hauptkläranlage wird das anfallende Klärgas in einem Blockheizkraftwerk mit drei 330-kW-Motoren verstromt.

#### Kommunale Einrichtungen
Hallen- und Freibad am Scherbsgraben: Im Freien gibt es ein 50-Meter-Becken (mit acht Bahnen), ein großes zweigeteiltes Nichtschwimmerbecken mit Wasserspielen und einer kleinen Rutsche und ein achteckiges Sauna-Freibecken.
Hallenbad in Stadeln: Ein Schwimmer- und ein Nichtschwimmerbecken.
Das über 50 Jahre alte Freibad wurde komplett saniert. Daraus entstand ein Erlebnisfreibad mit Rutschanlage. Man entfernte den Sprungturm und öffnete das Freibad am 24. Juni 2006 mit eingeschränktem Betrieb. Dazu gesellte sich das Ende 2007 eröffnete Thermalbad Fürthermare. Die Hallenbäder, das neue Thermalbad und das Freibad sind Eigentum der Stadtwerke und werden von einem Dienstleister betrieben.
Die Bestände der Städtischen Volksbücherei (Vobü) Fürth und Zweigstellen können seit Ende 2003 über das Internet abgefragt werden. Der Ortsteil Burgfarrnbach verfügt über eine Stadtbücherei und ein Stadtarchiv. Das Bürgeramt von Fürth kann durch digitale Neuerungen auf der eigenen Webseite auch Auskunft über den Andrang und die voraussichtliche Wartezeit bei Anträgen im Bürgeramt geben.

### Bildung
Fürth wurde 2007 vom Bayerischen Staatsminister für Wissenschaft zum 1000-jährigen Jubiläum der Titel Wissenschaftsstadt verliehen.

#### Allgemeinbildende Schulen
In der Stadt Fürth gibt es insgesamt 22 Grund- und Hauptschulen. Außerdem drei Gymnasien (in der Gründungsreihenfolge): Das Hardenberg-Gymnasium (1833), das Heinrich-Schliemann-Gymnasium (1896) und das Helene-Lange-Gymnasium (1907). Mit der Hans-Böckler-Schule und der Leopold-Ullstein-Realschule existieren zwei Realschulen und eine Wirtschaftsschule, außerdem drei Staatliche Berufsschulen und die Förderzentren Nord und Süd. Fürth ist auch Standort einer von einem Zweckverband betriebenen Fach- und Berufsoberschule, der Max-Grundig-Schule. Das Klinikum Fürth betreibt Berufsfachschulen für Kranken- und Kinderkrankenpflege, die Hans-Weinberger-Akademie der Arbeiterwohlfahrt e. V. hat in Fürth ihre größte Niederlassung in Bayern mit Berufsfachschulen für Altenpflege und Altenpflegehilfe und einer Abteilung für Fort- und Weiterbildungen in der Altenpflege.

#### Hochschulen
In Fürth gibt es zwei Hochschulen: seit der Gründung des Zentralinstituts für Neue Materialien und Prozesstechnik (ZMP) der Friedrich-Alexander-Universität Erlangen-Nürnberg Ende 2004 wurde Fürth zur Universitätsstadt. 2012 wurde die Wilhelm Löhe Hochschule für angewandte Wissenschaften eröffnet, die Studiengänge im Gesundheits- und Sozialbereich anbietet.
Mit dem Thema „Werkstoff Zukunft“ gehört Fürth zusammen mit Nürnberg und Erlangen zu den zehn deutschen Städten zum Treffpunkt der Wissenschaft im Wissenschaftsjahr 2009.

### Verkehr

#### Flugverkehr

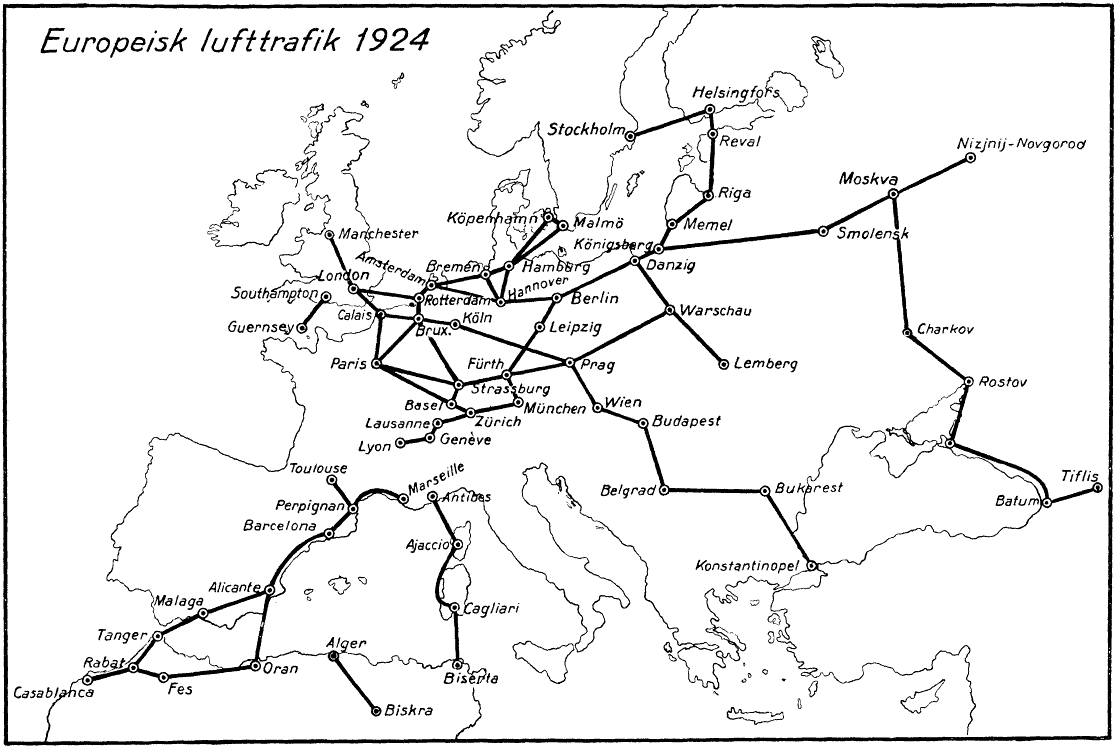
Karte des europäischen Luftverkehrs 1924 aus dem Nordisk familjebok

1914 entstand in Atzenhof ein Flugplatz für das dritte bayerische Armee-Korps, der in den folgenden Jahren ausgebaut wurde. Vom hohen Stellenwert der Fliegerei im Ersten Weltkrieg zeugt die Architektur der Flugwerft.
Als Flughafen Fürth-Nürnberg wurde der Flugplatz nach dem Ersten Weltkrieg in die Liste der internationalen Flughäfen aufgenommen. Dies bewahrte ihn vor der völligen Demontage. Der Flughafen Fürth-Nürnberg war der achtgrößte unter den 88 deutschen Flughäfen. Die Junkers-Werke verlegten zunächst ihre zentrale Reparaturwerkstatt und später die Endmontagen ihrer Flugzeuge aus Dessau an den Flughafen und produzierten dort u. a. das erste zivile Ganzmetallflugzeug Junkers F 13 und die Junkers G 24.
Die Stadt Nürnberg übernahm 1928 den Hauptanteil am Flughafenbetrieb. Bis zum Ende des zivilen Flugbetriebs in Atzenhof im Jahr 1933 hieß der Flugplatz folglich Nürnberg-Fürth, ehe er durch einen größeren Flughafen am Nürnberger Marienberg abgelöst wurde.
Die Nationalsozialisten ließen den Flughafen weiter ausbauen und nutzten ihn als Fliegerschule. Dabei entstanden zwei große Hallen, eine neue Werft, ein Befehlsstand und eine Feuerwache. Nach der Besetzung Fürths durch die alliierten Truppen nutzte die US Army das Gelände bis 1996 als Kaserne. In dieser Zeit entstand auf dem Gelände der Monteith Barracks ein Golfplatz, und die historischen Gebäude wurden instand gesetzt.
Nachdem der ehemalige Nürnberger Flughafen am Marienberg im Zweiten Weltkrieg zerstört worden war, wurde der ehemalige Werkflugplatz (ab 1920) der Gothaer Waggonfabrik, später der Firma „Bachmann, von Blumenthal & Co. KG“ (ab 1938) auf der Hardhöhe als provisorischer Industrieflughafen Nürnberg-Fürth eingerichtet. Er diente vom 2. Januar 1950 bis zum 6. April 1955 als internationaler Flughafen, ehe er durch den Neubau des heutigen Nürnberger Flughafens bei Kraftshof ersetzt wurde. Dieser ist durch die Buslinie 33 direkt an die Fürther Innenstadt angebunden.

#### Schienenverkehr
Neben dem Fürther Hauptbahnhof ist Fürth über mehrere weitere Bahnhöfe und Haltepunkte an das Schienennetz angeschlossen. Die Stationen Fürth-Klinikum und Vach an der Bahnstrecke Nürnberg–Bamberg werden von der Linie S1 der S-Bahn Nürnberg bedient. Am Hauptbahnhof sowie an Fürth-Klinikum besteht eine Umsteigemöglichkeit zur U-Bahn Nürnberg. An der Bahnstrecke Fürth–Würzburg bestehen die Stationen Fürth-Unterfürberg und Fürth-Burgfarrnbach, an der die Linie S6 der S-Bahn Nürnberg sowie die Linie RB12 nach Markt Erlbach halten. Die Stationen Fürth Westvorstadt, Fürth-Dambach und Alte Veste an der Rangaubahn nach Cadolzburg werden im Halbstundentakt von der Linie RB11 bedient.

#### Schifffahrt
In den 1840er Jahren wurde Fürth zur Hafenstadt, als der 1835 bis 1846 erbaute Ludwig-Donau-Main-Kanal die Stadt erreichte. Dieser lag zwischen der Kernstadt und Poppenreuth. Es gab dort den Handelshafen Fürth für den Güterumschlag. 1950 wurde der Ludwigskanal im gesamten Landkreis Fürth wieder aufgelassen und in den 1960er Jahren vollständig mit der Bundesautobahn 73 überbaut.
Seit dem Sommer 1972 steht an der Lände Fürth zwischen den Ortsteilen Atzenhof und Unterfarrnbach am Main-Donau-Kanal ein trimodales Güterverkehrszentrum Schiff/Schiene/Straße zur Verfügung.

#### Öffentlicher Nahverkehr

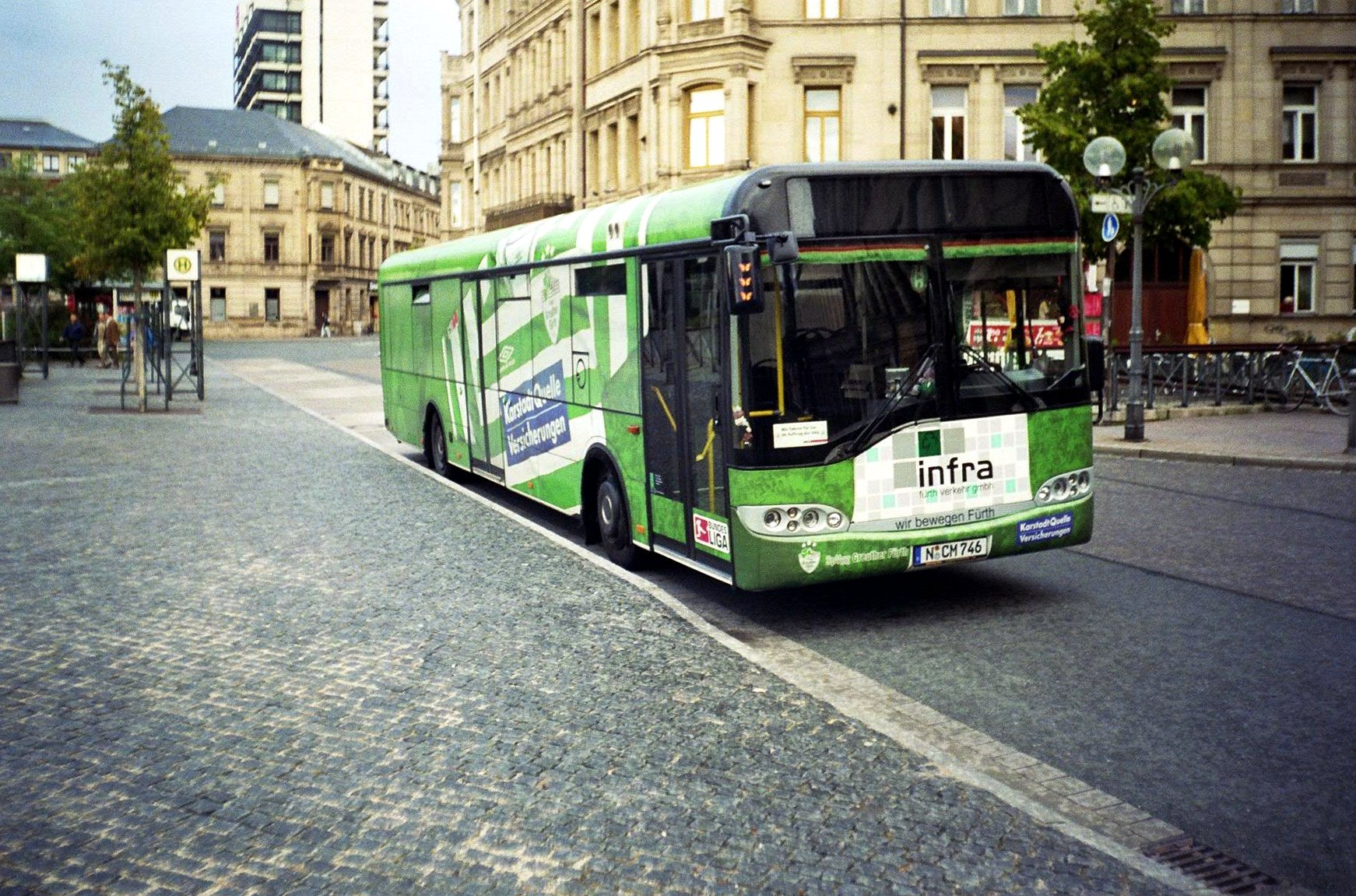
Stadtbus der infra Fürth

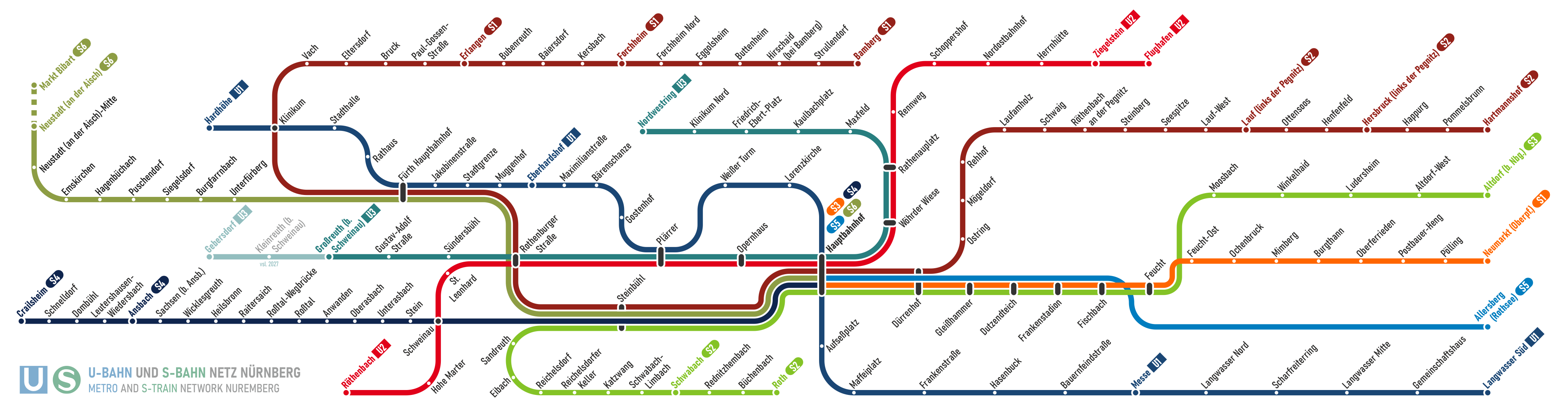
Fürth ist über die Linien S1, S6 und U1 mit zehn Haltepunkten an das Schnellbahnnetz im Großraum Nürnberg angebunden

Für den Stadtverkehr ist die Infra Fürth zuständig, die acht Buslinien, zwei Nachtbuslinien und, gemeinsam mit der Verkehrs-AG Nürnberg, eine U-Bahn-Linie sowie jeweils eine weitere Buslinie und Nachtbuslinie betreibt. Zudem führen die zwei Linien S1 und S6 der S-Bahn Nürnberg durch Fürth. Alle diese Linien sind Teil des Verkehrsverbunds Großraum Nürnberg.
Es stehen außerdem zahlreiche Parkplätze und Parkhäuser zur Verfügung. 2004 wurde für 6,2 Millionen Euro das Parkhaus an der Mathildenstraße gebaut und Anfang 2005 in Betrieb genommen, obwohl der verfügbare Parkraum schon 2003 nicht ausgelastet war.
Im Jahr 1881 verkehrte in Fürth eine erste Pferdestraßenbahn, die am 2. Mai 1896 auf elektrischen Betrieb umgestellt wurde. Sie war Teil des Nürnberger Straßenbahnnetzes, ging 1903 in den Besitz der Stadt Nürnberg über und wurde von dieser unter verschiedenen Gesellschaftsnamen betrieben. Am 20. Juni 1981 wurde der Betrieb der Straßenbahn in Fürth eingestellt.

#### Radverkehr
Fürth ist seit Februar 2024 in das Fahrradverleihsystem VAG_Rad, das die Nürnberger Verkehrs-Aktiengesellschaft (VAG) in Kooperation mit Nextbike betreibt, eingebunden. In Fürth wurden hierbei zunächst eine rund 4,3 km² große Flexzone mit dem Schwerpunkt Innenstadt, Am Stadtpark, Südstadt und Hardhöhe, in der etwa 60.000 Menschen leben, eingerichtet sowie 16 Ausleihstationen installiert und 200 zusätzliche Fahrräder für Fürth besorgt. Neben Fürth umfasst das Verleihsystem aktuell (April 2025) über mehr als 112 feste Stationen und eine mehr als 40 Quadratkilometer große Flexzone im gesamten Nürnberger Innenstadtgebiet innerhalb der Ringstraße, in den Stadtteilen Langwasser und Rangierbahnhof-Siedlung sowie in den Erlanger Stadtteilen Zentrum, Süd- und Oststadt sowie in Teilen der Nordstadt, wie auch in der Schwabacher Innenstadt. In dieser können die Räder ohne feste Station ausgeliehen und abgegeben werden. Hierbei stehen insgesamt mehr als 2.500 Räder zur Verfügung. Zudem bietet das System neben den klassischen Fahrrädern an 16 verschiedenen Stationen auch 19 Lastenräder zum Verleih an.

## Persönlichkeiten
Entsprechend einer Umfrage unter Fürther Bürgern aus dem Jahre 2018 sind die zehn bekanntesten Persönlichkeiten Ludwig Erhard, Max Grundig, Wilhelm Löhe, Grete und Gustav Schickedanz, Henry Kissinger, Alfred Nathan, Leopold Ullstein, Jakob Wassermann, Hans Schiller und Frieda Fronmüller.
Zu nennen sind zudem unter anderem der Pathologe und Arzt Jakob Henle, der Philosoph Hermann Glockner, der Buchverleiher und Anarchist Fritz Oerter, der Fußballer Karl Mai sowie der österreichische Neuropädiater und Autor Andreas Rett.

### Monographien
- Katrin Bielefeldt: Geschichte der Juden in Fürth. Jahrhundertelang eine Heimat. Historische Spaziergänge. Band 3. Hrsg. von Geschichte Für Alle e. V. Sandberg-Verlag, Nürnberg 2005, ISBN 3-930699-44-3.
- Heinrich Habel: Stadt Fürth. Denkmäler in Bayern, Band 61, München 1994.
- Werner J. Heymann (Hrsg.): Kleeblatt und Davidstern. Aus 400 Jahren jüdischer Vergangenheit in Fürth. Emskirchen 1990.
- Alexander Mayer: Zu Wasser, zu Lande und in der Luft. Eine Fürther Verkehrsgeschichte. Sutton Verlag, Erfurt 2010, ISBN 978-3-86680-594-1.
- Ralf Nestmeyer: Nürnberg, Fürth, Erlangen. Reisehandbuch. Michael Müller, Erlangen 2012, ISBN 978-3-89953-710-9.
- Bernd Noack: Mit Licht und Schatten gepflastert – Elf literarische Erkundungen in Fürth. Schrenk Verlag, Gunzenhausen 2007, ISBN 978-3-924270-49-0.
- Barbara Ohm: Durch Fürth geführt. Band 1: Die Stadt zwischen den Flüssen. Fürth 1991, Band 2: Die Stadt jenseits der Flüsse, Fürth 1999, Band 3: Auf den Spuren der Fürther Juden, Fürth 2005.
- Barbara Ohm: Fürth. Geschichte der Stadt. Fürth: Verlag Jungkunz 2007, ISBN 978-3-9808686-1-7.
- Adolf Schwammberger: Fürth von A bis Z. Ein Geschichts-Lexikon. Fürth 1968.
- Andrea Sommer: Die Fürther Südstadt. 4 Teile. in: Fürther Heimatblätter. Hrsg. vom Verein für Heimatforschung Alt-Fürth. NF 39.1989, S. 1, NF 40.1990, S. 1, NF 40.1990, S. 81 und NF 41.1991, S. 10.
- Gerd Walther: Die Fürther Altstadt rund um Sankt Michael. Fürth 1990, ISBN 3-927347-21-3.
- Gerd Walther (Hrsg.): Fürth – Die Kleeblattstadt. Rundgänge durch Geschichte und Gegenwart. Städtebilder-Verlag, Fürth 1991, ISBN 3-927347-22-1.
- Johannes Wilkes: Fürth ist sexy. Mönau-Verlag Erlangen 2011, ISBN 978-3-936657-61-6.
- Bernd Windsheimer: Geschichte der Stadt Fürth. München 2007, ISBN 978-3-406-55821-4.
- Michael Zeller: Mein Traum vom Dulden. Eine deutsch-jüdische Begegnung der anderen Art. Edition Klaus Isele, Eggingen 1991, ISBN 3-925016-79-1.

### Artikel
- Johann Kaspar Bundschuh: Fürth. In: Geographisches Statistisch-Topographisches Lexikon von Franken. Band 2: El–H. Verlag der Stettinischen Buchhandlung, Ulm 1800, DNB 790364298, OCLC 833753081, Sp. 234–257 (Digitalisat).
- Georg Dehio: Handbuch der deutschen Kunstdenkmäler. 2. Auflage. Bayern. Band I. Franken. Deutscher Kunstverlag, München 1999, ISBN 3-422-03051-4, S. 363 ff.
- Deutsches Städtebuch. Handbuch städtischer Geschichte. Band 5. Bayerisches Städtebuch. T 1. Teilband Unter-, Mittel- und Oberfranken. Im Auftrage der Arbeitsgemeinschaft der historischen Kommissionen und mit Unterstützung des Deutschen Städtetages, des Deutschen Städtebundes und des Deutschen Gemeindetages, hrsg. von Erich Keyser. Kohlhammer, Stuttgart 1971.
- August Gebeßler: Stadt und Landkreis Fürth (= Bayerische Kunstdenkmale. Band 18). Deutscher Kunstverlag, München 1963, DNB 451450957, S. 10–62.
- Hanns Hubert Hofmann: Nürnberg-Fürth (= Historischer Atlas von Bayern, Teil Franken. I, 4). Kommission für Bayerische Landesgeschichte, München 1954, DNB 452071224 (Digitalisat).
- Georg Paul Hönn: Fürth. In: Lexicon Topographicum des Fränkischen Craises. Johann Georg Lochner, Frankfurt und Leipzig 1747, OCLC 257558613, S. 332 (Digitalisat).
- Wolf-Armin von Reitzenstein: Lexikon fränkischer Ortsnamen. Herkunft und Bedeutung. Oberfranken, Mittelfranken, Unterfranken. C. H. Beck, München 2009, ISBN 978-3-406-59131-0, S. 76.
- Gottfried Stieber: Fürth. In: Historische und topographische Nachricht von dem Fürstenthum Brandenburg-Onolzbach. Johann Jacob Enderes, Schwabach 1761, OCLC 231049377, S. 382–388 (Digitalisat).
- Pleikard Joseph Stumpf: Fürth. In: Bayern. Ein geographisch-statistisch-historisches Handbuch des Königreiches. Zweiter Theil. München 1853, OCLC 643829991, S. 674–675 (Digitalisat).
- Wolfgang Wiessner: Stadt- und Landkreis Fürth (= Historisches Ortsnamenbuch von Bayern, Mittelfranken. Band 1). Kommission für Bayerische Landesgeschichte, München 1963, DNB 455524629, S. 38–41.
- Wolfgang Wüst: Kleeblatt Fürth. Konsensfindung und Herrschaftsteilung als Herausforderung für die gesellschaftliche Entwicklung vor 1800. In: Barbara OHM (Hrsg.), Die Universität Erlangen zu Gast im Geschichtsverein Fürth. Vorträge zur Fürther Geschichte (Fürther Geschichtsblätter 2,3,4/2007) Fürth 2007, S. 17–36.

### Hörbuch
- Hörbücher: Jahrgangschroniken „Fürth 1933.“ bis „Fürth 1982.“ Jahrgangschroniken Autoren: Gert Kuntermann, Alfred Spitzley, Lothar Berthold.